# Quarto di San Giovanni
Il Quarto di San Giovanni d'Amiterno (o San Marciano) è uno dei quattro quarti dell'Aquila; quarto amiternino, fa riferimento al quadrante sud-occidentale della città.

## Blasonatura
Il Quarto è caratterizzato dal colore oro e il suo stemma occupa il quarto quadrante del gonfalone cittadino; è d'azzurro a due bande d'oro accostate a due stelle dorate.

## Storia

### Caratteristiche dei Quarti dalla fondazione

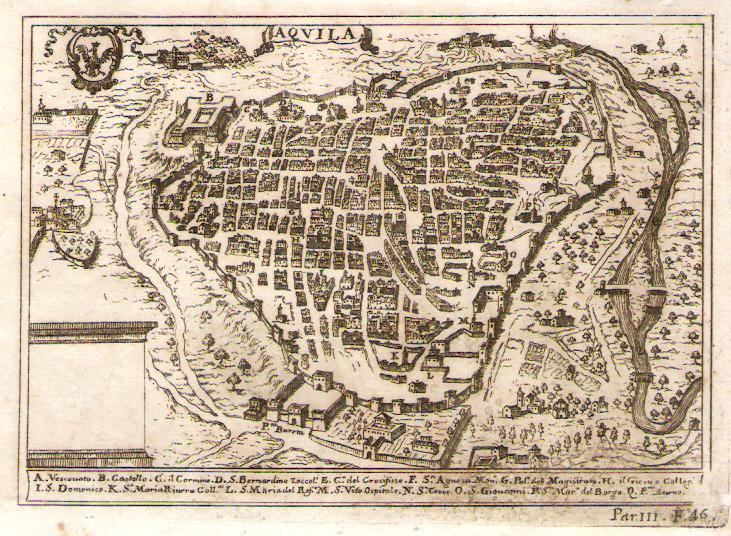
Veduta in carta della città dell'Aquila prima del terremoto del 1703, opera di Giovan Battista Pacichelli.

Un caso eccezionale in Abruzzo nell'ambito storico e artistico-architettonico, è la fondazione dell'Aquila nel 1254 circa, come descrive la Cronica in versi di Buccio di Ranallo. Infatti una consistente parte del romanico abruzzese, presente soprattutto nelle chiese della Valle d'Aterno, del Gran Sasso, della piana di Navelli, della Valle Subequana, della Piana del Cavaliere e anche della Valle Peligna, dove lo stile aquilano si incontrò con quello sulmontino-casauriense, è proprio legata allo sviluppo artistico aquilano, che nel difficile percorso di affermazione, a causa delle varie ricostruzioni per terremoti, riuscì a consolidare un modello base per una consistente parte delle architetture religiose. Insomma il romanico delle chiese di Acciano, Assergi, Fontecchio, Navelli, Bominaco, Castel di Ieri, Castelvecchio Subequo sarebbe stato diverso dalla matrice aquilana che lo plasmò, e si sarebbe diffuso con un influsso più umbro o marchigiano; per cui le vicende dell'arte romanica aquilana, che già di per sé è un originale compendio di questo periodo e del gotico, esempio unico nel centro Italia, racchiuso come sostengono gli studiosi nella facciata della basilica di Santa Maria di Collemaggio. Per cui fu determinante la fondazione della città, e soprattutto assai originale la ripartizione in "locali" e "cantoni" nei quartieri storici.
Con diploma di Corrado IV di Svevia, figlio di Federico II, la città nuova venne fondata presso il villaggio di Acculi, oggi nel rione Borgo Rivera, presso la fontana delle 99 cannelle; il permesso venne accordato a feudatari, contadini e artigiani stanchi delle vessazioni dei signorotti dei diversi castelli che popolavano la conca amiternina, quali Bagno, Assergi, Paganica, Roio, Arischia, Sassa. Benché la conca aquilana fosse da secoli abitata come dimostrano le città romane di Amiternum e Forcona, che condividevano anche la sede vescovile, a causa della tesa situazione politica del governo svevo sull'Abruzzo, e della relativa vicinanza di Amiterno ai territori pontifici, venne definito un programma di costruzione della nuova città, con un'area cinta da mura di guardia, e ripartita in rioni con cantoni e locali, ossia il pezzo di terra colonica dove i cittadini avrebbero eretto le case, i palazzi di guardia e le chiese. Il progetto fu assai originale, anche se della città originaria non si sa quasi nulla a causa della distruzione di Manfredi di Svevia nel 1259 per ribellione; mentre dai documenti di Carlo I d'Angiò che volle fortemente la rinascita della città nel 1265, si desume con chiarezza il piano di scansione dei vari cantoni e dei quartieri.
I quarti dell'Aquila, legati in parte con i locali agli antichi castelli (la leggenda vuole fossero 99), vennero suddivisi nel 1276, e sono ancora oggi il San Giorgio (o Santa Giusta), Santa Maria, San Pietro e San Giovanni d'Amiterno (o anche San Marciano). 

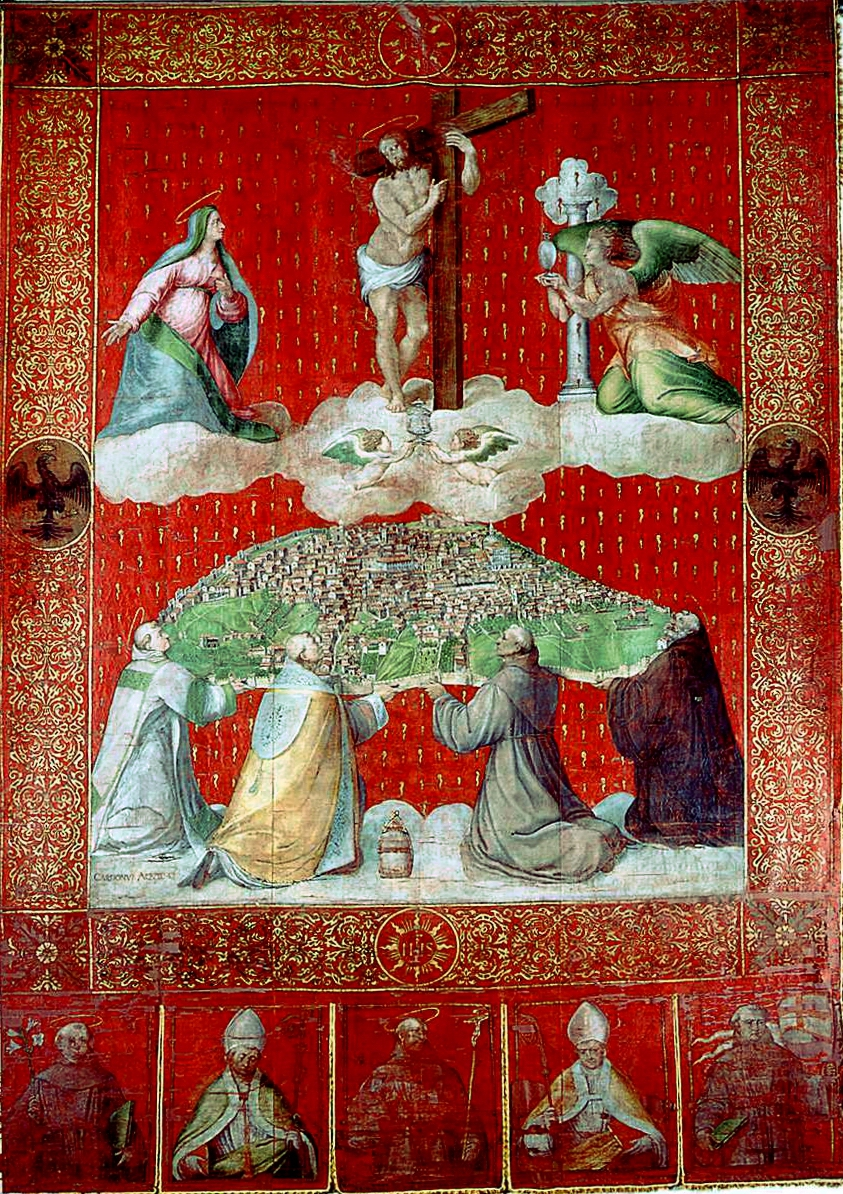
Il Gonfalone dell'Aquila, opera di Giovanni Paolo Cardone, i monaci Osservanti nel piano basso reggono la città dell'Aquila, com'era prima del terremoto del 1703

Il primo occupa la zona sud-est, il secondo che è il più grande tutta la zona nord fino a Piazza Palazzo, il terzo la fascia ovest, e l'ultimo la fascia sud-ovest. Il punto focale della nuova città era ed è ancora oggi Piazza Duomo, dove confluiscono tre dei quattro quartieri. Inoltre furono progettati dei cardi e dei decumani, come il Corso Vittorio Emanuele (anticamente la Strada Maggiore, che da Porta Paganica, presso il castello cinquecentesco, da nord porta a Piazza Duomo), il corso Federico II, che da Piazza Duomo a sud portava a Porta Napoli, e poi le due vie trasversali di corso Umberto I a ovest, che attraversa i due rioni San Pietro e Santa Maria, diventando poi via Andrea Bafile e via Roma fino a Porta Barete, che incrociandosi al corso Vittorio Emanuele presso il Palazzo del Convitto (costruito sopra l'ex monastero di San Francesco d'Assisi), verso est mediante via San Bernardino che porta fino alla Porta Leoni delle mura, creava l'intersezione detta "Quattro Cantoni".
Inoltre ciascuno dei quattro quarti era ripartito in piccoli locali dei coloni provenienti dai castelli, e ciascun gruppo di essi legato indissolubilmente, almeno per il livello storico, più che per il livello politico e religioso a suo tempo. Ad esempio il quarto Santa Giusta ha i locali dei castelli fondatori stanziati nella fascia sud-orientale della valle (Fontecchio, Tione, Goriano Valle, Bazzano, Bagno), Santa Maria quelli del nord (Assergi, Arischia, Camarda, San Silvestro, Pizzoli), San Pietro i castelli di Coppito, Sassa, Barete, Porcinaro, Vigliano, e San Marciano quelli di Roio, Lucoli, Tornimparte, Rocca di Corno, Preturo. Per sottolineare ancora di più il legame di appartenenza ai castelli, anche se altri dicono che si trattò di questioni economico-amministrative, le chiese nuove fondate nei quartieri ebbero lo stesso nome dei relativi castelli di appartenenza, facendo gli esempi più chiari delle quattro chiese parrocchiali dei quarti (la chiesa di Santa Giusta da Santa Giusta extra moenia di Bazzano, chiesa di San Pietro a Coppito dalla parrocchia di Coppito, la chiesa di San Marciano da quella dei SS. Marciano e Nicandro di Roio, e ancor prima da San Giovanni di Lucoli, e infine la chiesa di Santa Maria Paganica dalla parrocchia di Maria SS. Assunta di Paganica).

### La fondazione su Acculi (1254)
Con il diploma del 1254 di Corrado IV di Svevia, il sito di fondazione della primitiva città fu presso "Acculi" o Acquilio, dal nome di uno dei castelli fondatori che stava appena dopo il fiume di Roio. Acculi è uno dei villaggi preesistenti la fondazione, insieme a Sant'Anza (Quarto San Pietro), La Torre (Quarto Santa Giusta) e Pile, viene citata per la prima volta dalle lettere di papa Gregorio IX il 27 luglio 1229, quando Acculi fu scelta come luogo ideale per la costruzione. Il nome deriverebbe dalla ricca presenza di falde acquifere presso quest'area, dove oggi sorge il sobborgo dell rivera, e in particolar modo la struttura del 1272 della fontana delle 99 cannelle, eretta da Tancredi di Pentima. In sostanza L'Aquila nacque proprio da questo piccolo borgo, successivamente compreso in questo Quarto.
E dunque il mito dell'aquila reale, che sì andò a rappresentare il gonfalone cittadino, ma solo dal periodo angioino, benché l'aquila facesse parte anche degli stemmi svevi, è definitivamente sfatato. Venne costruita la chiesa prepositurale di Santa Maria di Acculi nel 1095, la concessione del territorio rimaneva sotto il governo imperiale; altri edifici preesistenti nell'area, e tutt'ora in loco, erano la chiesa di Santa Chiara d'Acquili, dove nel XIII secolo si insediarono le monache Francescane, poi la chiesa-torre di Santo Spirito dei figli nati bastardi, sotto via XX Settembre. La caratteristica strategica del luogo era data anche dal tracciato dell'antica via Claudia Nova, presso il fiume Aterno.

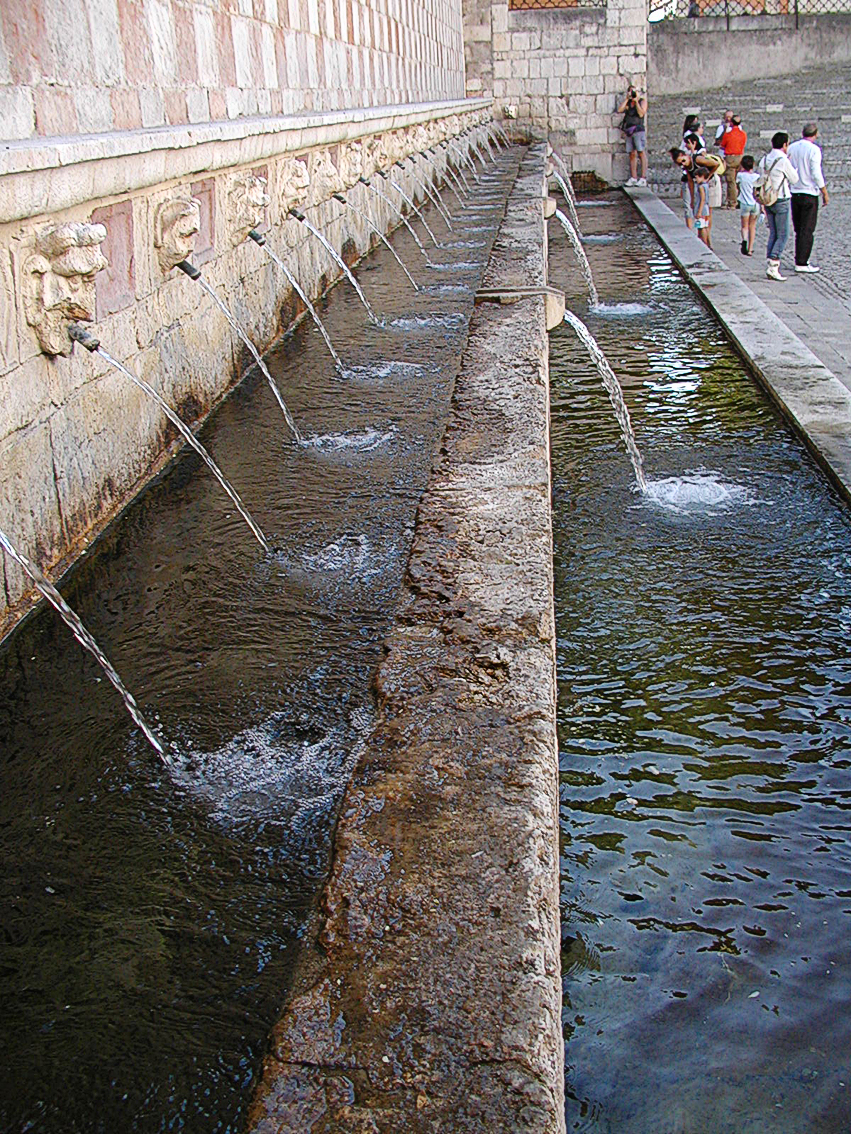
Le 99 cannelle, presso il villaggio originario di Acculi

Tuttavia il primitivo nucleo si sviluppò soltanto dopo la ricostruzione della città nel 1265-67 da parte di Carlo I d'Angiò, dato che le mura e le case erano state rase al suolo dalla furia di re Manfredi di Svevia nel 1259. I Quarti veri e propri (anche quelli di San Giorgio, Santa Maria e San Pieetro) andarono costituendosi dentro una cinta muraria molto ampia, terminata nel 1316, solo con Carlo I, il quarto di San Giovanni venne colonizzato dai confocolieri e dai castellani di Sassa, Roio, Pianola, Rocca Santo Stefano, Tornimparte, Machilone, Rocca di Corno e Lucoli, per citare i più importanti. Presso l'attuale Piazza San Marciano venne eretta la chiesa capoquartiere di San Giovanni di Lucoli, in riferimento all'abbazia di San Giovanni Battista presente sopra il colle di Lucoli. C'è inoltre da sciogliere l'enigma del nome-fossile rimasto dopo la scomparsa della chiesa di San Giovanni col terremoto del 1703: ossia il fatto che il quarto fosse detto anche San Giovanni d'Amiterno, provvisto di un gonfalone anche diverso da quello attuale (XV secolo), dato che aveva l'effigie del santo Giovanni Battista con un cartiglio in mano. Dato che il quarto, come quello di San Pietro, volgeva a ovest, ossia verso il contado della città romana di Amiternum, era detto "amiternino", e dunque "San Giovanni d'Amiterno", benché il locale maggiore delle lottizzazioni territoriali di questo borgo fosse spettato appunto ai confocolieri di Lucoli.

### Costituzione del quarto - dal 1703 a oggi
Nei documenti di Bernardino Cirilli e di Anton Ludovico Antinori si fa riferimento a una bolla del vescovo di Forcona del 1256, che parla di una chiesa dedicata alla Vergine Maria, presso la fonte di Aquila, dell'Ordine di San Damiano, cosa confermata anche da S. Massonio in un trattato del 1594 che parla di un insediamento d'epoca federiciana. Dato che i quarti non arrivarono immediatamente a occupare tutte le aree incolte, dove si trovano campagne, vigne e orti, la Piazza Duomo inizialmente era un punto intermediario per collegare il quarto di San Giovanni a quello di Bazzano, ossia di Santa Giusta. La suddivisione avvenne nel 1276 con Lucchesino da Firenze, anche se l'occupazione di tutte le aree tra le mura, e neanche in maniera definitiva, come si può vedere, ci fu soltanto nel XIX secolo. Il percorso viario lungo l'antica Claudia Nova permetteva il collegamento dalla torre-ospedale di Santo Spirito presso le 99 cannelle sino al quarto di Santa Giusta e alla contrada Bazzano, vale a dire l'attuale via XX Settembre.
Le mura vennero realizzate solo ai primi anni del Trecento, e comprendo o il tracciato di Porta di Bagno, Porta di Lucoli e Porta Roiana; le altre due porte in via Tancredi di Pentima-via XXV Aprile, sono state aperte molto più tardi, ossia Porta Poggio Santa Maria o della Stazione (per la presenza della stazione ferroviaria) e Porta Pilese. La porta principale per l'accesso al quarto rimase sempre Porta Rivera, presso il piazzale delle 99 cannelle. A nord questo quarto confina, mediante via Roio, col Quarto di San Pietro, a est col Quarto di Santa Giusta mediante Piazza San Marco, quanto a urbanistica è uno dei più arrangiati, insieme al Quarto di Santa Giusta nella zona delle coste Masciarelli-via Fortebraccio; si sviluppò senza una precisa soluzione orografica: le piazze principali sono quelle della chiesa di San Marciano e Palazzo Persichetti, Piazza Rocca di Corno, con la casa di Amico Agnifili e Piazza Santa Maria di Roio, con la chiesa e il Palazzo Antonelli-Adragonetti. Le strade maggiori sono via Arcivescovado, via del Cardinale, via San Marciano e via Santa Chiara d'Acquili.

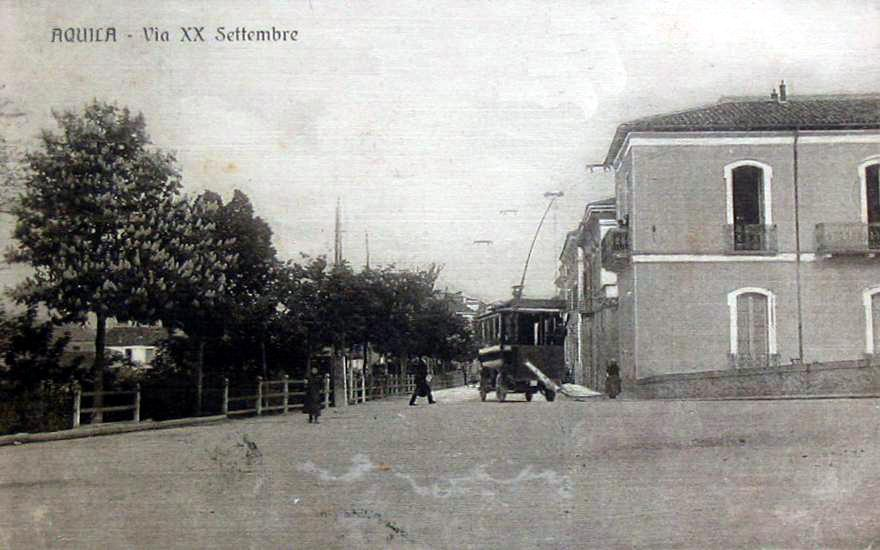
Via XX Settembre dal corso Federico II nel primo Novecento

Col terremoto del 1703 molte parti del quarto sono andate distrutte, in particolar modo la chiesa capoquartiere di San Giovanni fu atterrata interamente, e rimase solo il portale, che fu rimontato presso la chiesa di San Francesco di Paola su via XX Settembre, edificata alla fine del XIX secolo. La chiesa pertanto venne rifatta dai castellani di Roio, intitolata ai santi Marciano e Nicandro, da cui il nuovo toponimo di questo quarto, ma in forme minori e più modeste rispetto alle altre chiese principali del centro. La stessa sorte subì, non tuttavia per la facciata, la chiesa di Santa Maria di Roio, mentre nel 1713 venivano riattivate le fabbriche della chiesa delle Anime Sante e del Duomo di San Massimo, che erano state completamente atterrate dal sisma.
Negli anni 1930 una delle 15 strade originarie dei quarti che portavano a Piazza Duomo, precisamente "via della Malacucina", venne riaperta, dopo che era stata chiusa nel 1796 in seguito a un'infelice visita del sovrano Ferdinando IV di Napoli. A causa del puzzo delle macellerie e delle Cancelle, che erano le botteghe del pesce, la via venne chiusa, le Cancelle per il loro valore architettonico quattrocentesco, furono traslate in un altro edificio tra via Ramai e via Simeonibus, e dunque, con la costruzione nel 1927 del Palazzo delle Poste e Telegrafi, accanto alle Anime Sante, la quindicesima strada fu ripristinata. Il problema della macelleria venne risolto solo nel 1934, con la costruzione del mattatoio nel Borgo Rivera, che dal 2016 ospita il Museo Nazionale d'Abruzzo.
Il Quarto ha visto un piccolo sviluppo urbanistico negli anni 1960, quando presso via XX Settembre vennero costruite nuove strutture commerciali, oltre alla Casa dello Studente del 1965, presso Porta Roiana. Nel 1965 venne costruito, in collegamento tra Quarto San Pietro e questo quarto, il Ponte Belvedere, che da viale Niccolò Persichetti, nella periferia ovest di questo rione, traccia un collegamento mediante via Papa Giovanni XIII sino a viale Duca degli Abruzzi, completando così una circonvallazione occidentale perfetta, sino ad arrivare al piazzale del Castello spagnolo.

### Il terremoto del 2009

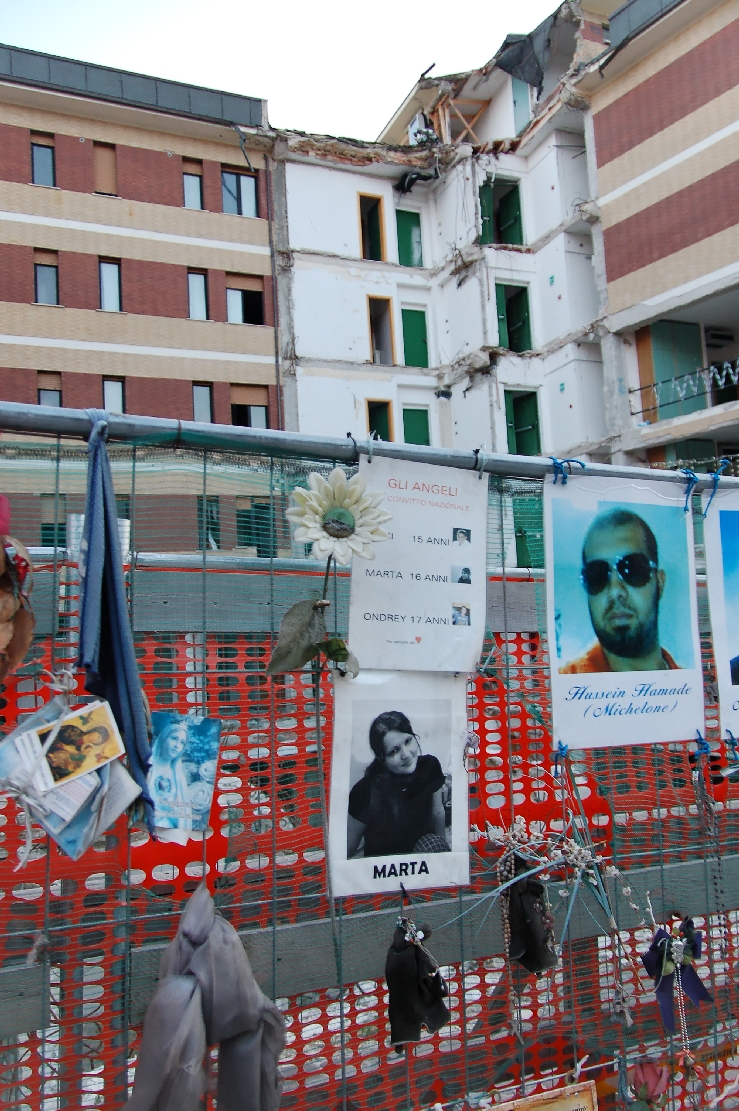
La Casa dello Studente nel 2011

Via XX Settembre, la notte del 6 aprile, divenne il simbolo della tragedia aquilana del sisma, con il crollo della Casa dello Studente, costruita senza criteri antisismici, e con il grave danneggiamenti di molte altre costruzioni, tra cui il Palazzo del Benzinaio accanto alle Assicurazioni del corso Federico II, demolito completamente nel 2017. I danni hanno tuttavia interessato tutto il quarto, con il crollo del transetto destro e di parte dell'abside del Duomo di San Massimo, il collasso della cupola cilindrica della chiesa del Suffragio, danni interni al palazzo arcivescovile, al tetto della chiesa di San Marciano e alla facciata, al soffitto di Palazzo Persichetti, e alla facciata di Santa Maria di Roio.
Danni ci furono anche al convento di Santa Chiara d'Assisi, alla fontana delle 99 cannelle, e alla facciata della chiesa di San Vito di Tormimparte, presso questo piazzale. La fontana è stata ripristinata subito nel 2010, le altre strutture a tratti, la chiesa di San Vito nel 2014, e poi aperta nel 2017, lo stesso vale per la chiesa di Santa Chiara, per alcuni palazzi in Piazza San Marciano, la chiesa delle Anime Sante è stata riaperta nel gennaio 2019 dopo che la cupola era stata già completata nel 2016, mentre per strutture come il Duomo e Palazzo Persichetti e la chiesa di San Marciano c'è ancora da attendere. Nel 2017 la Casa dello Studente è stata completamente atterrata, ed è stato progettato un monumento o un museo in sua memoria. Dal 2009 inoltre via XX Settembre ogni notte del 5 aprile diventa luogo di una partecipata commemorazione con fiaccolata in ricordo dei 309 morti del terremoto.

## Descrizione

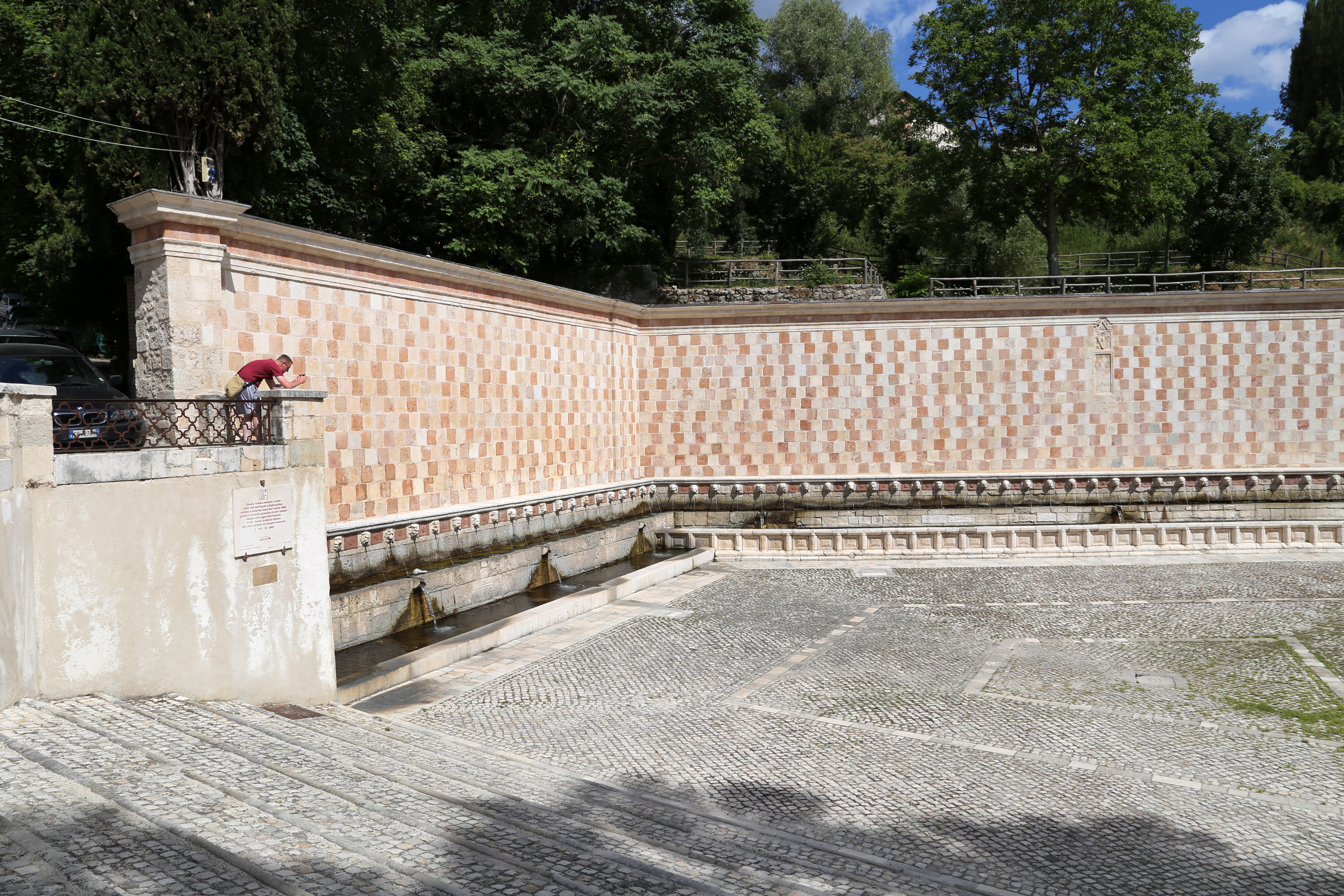
Piazzale delle 99 cannelle

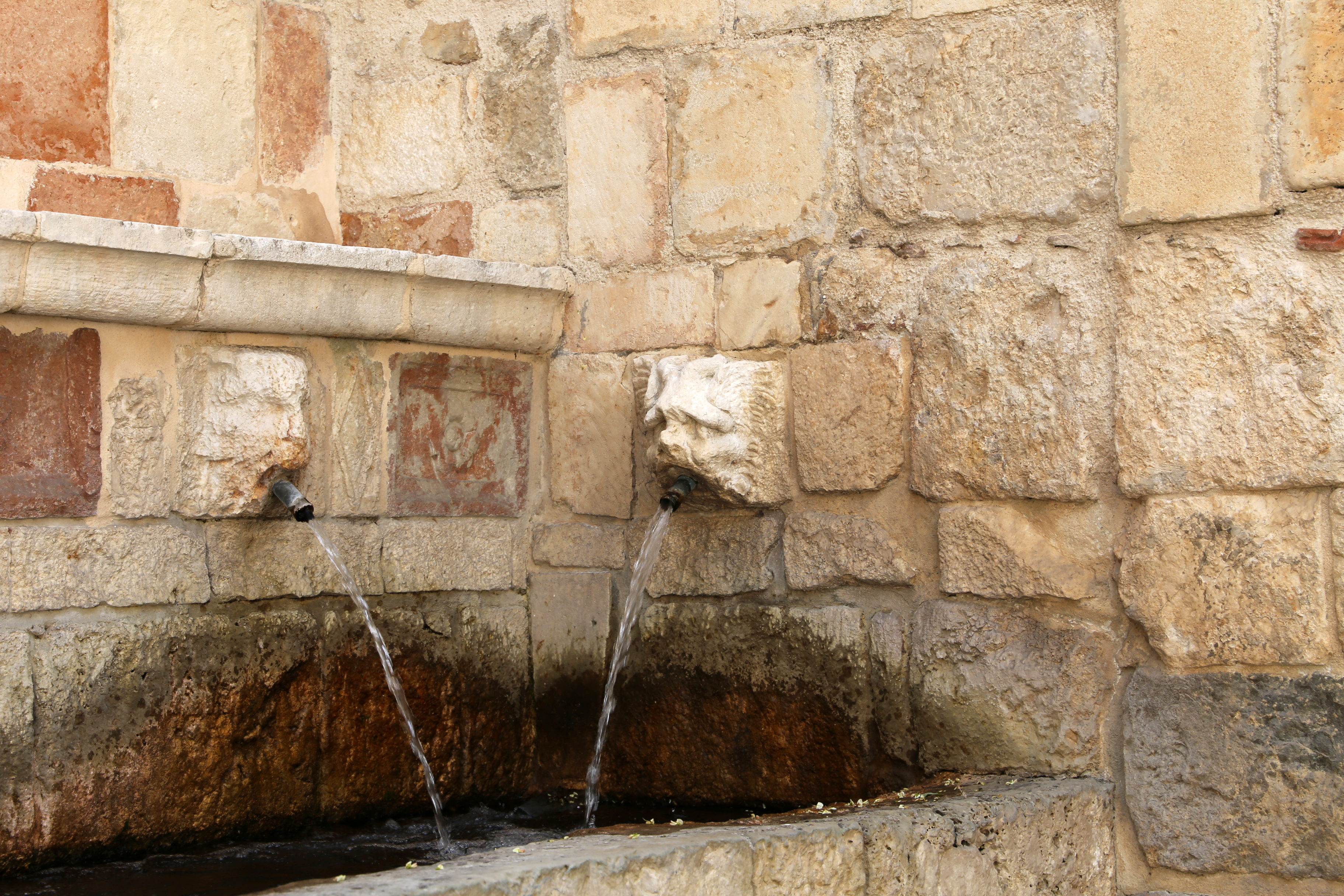
Due mascheroni con le cannelle poste all'incrocio a destra del piazzale

Fondato principalmente dagli aquilani di Lucoli e di Roio, che ne dettero il nome alla chiesa capoquartiere (oggi chiesa di San Marciano); è una delle zone più antiche della città, perché posto vicino al villaggio di Acquilio, nucleo primitivo dell'Aquila. La primitiva zona abitativa è il Borgo Rivera, con la fontana delle 99 cannelle, che si sviluppa lungo il costone che va da Colle San Giovanni a Porta Rivera.
Il Quarto comprende i dintorni occidentali di Piazza Duomo, ossia la parte del Palazzo Arcivescovile e del Palazzo de' Nardis. Appena dopo Piazza San Marco si trova la principale chiesa di San Marciano, in uno slargo triangolare. La parte più occidentale del Quarto è l'unica intra moenia a non aver subito lo sviluppo urbanistico dell'era fascista, e ospita la stazione dell'Aquila.
I locali sono:
- Roio: è il locale che racchiude il cuore religioso dell'Aquila, con il Vescovado e la Cattedrale. Delimitato da via Roio, via Seminario, via San Marciano, via Monteluco e via del Cardinale, ha una forma rettangolare, con la mole del Duomo di San Massimo che si affaccia sulla Piazza, affiancato a sud dall'Episcopio. Lungo via Roio si trova la piazzetta della chiesa di Santa Maria di Roio, con il settecentesco Palazzo Persichetti. Il locale è anche sede della capoquartiere chiesa di San Marciano, edificata dai castellani di Roio sopra la vecchia chiesa di San Giovanni dei castellani di Lucoli, ed a fianco a nord ha il prezioso Palazzo Visca, mentre a sud il Palazzo Rustici. Altri palazzi di rilievo sono quello della famiglia Zuzi in Piazza Rocca di Corno e Palazzo Vetusti.

- Sassa: locale delimitato dai cardi di via Addolorata, via Giorgetto e viale Papa Giovanni XXIII, e dai decumani di via San Pietro di Sassa, via Calvario, ha di interesse il monastero dei Sette Dolori (o chiesa dell'Addolorata), insieme a vari case settecentesche. La zona ad ovest di via Fontesecco è stata cambiata nel corso degli anni 1930, con il piano di risanamento del sobborgo del "Vicolaccio", con la creazione successiva di via Sallustio (1941)

- Lucoli - Rocca di Corno: si trovano nella parte a sud del quarto, delimitati dalla circonvallazione di via XX Settembre, da Piazza Rocca di Corno, da via Drappieri, via Rocca di Corno e via Persichetti. I monumenti di interesse sono alcuni palazzi settecenteschi, la chiesa di San Francesco di Paola, la chiesa di Sant'Apollonia, il Palazzo Agnifili. Presso Porta Roiana si trovava fino al 2017 la Casa dello Studente, tristemente famosa per le vittime del 2009.

- Acquili: è il castello locale più antico del centro, dove nel 1254 venne fondata la prima città. Comprende una vasta area delle mura a sud-ovest fino al Borgo Rivera, con la fontana delle 99 cannelle, vero e proprio cuore abitativo della zona, da cui si risale fino al viale XX Settembre. I monumenti sono la fontana, la chiesa di San Vito dei castellani di Tornimparte, posta all'esatto confine occidentale con il locale omonimo, la torre-chiesa di Santo Spirito e il convento di Santa Chiara d'Assisi. Nel locale si trova anche una piccola area sorgiva, detta "Parco delle Acque". Infatti è proprio l'acqua l'elemento caratterizzante di questo locale e del nome attuale dell'Aquila, anziché il simbolo dell'uccello rapace.

- Castiglioni - Tornimparte: i due locali si trovano a nord di Acquili, sono delimitati da via Tancredi da Pentima e viale XXV Aprile, che include gli ultimi tre locali del quarto. Di questi due locali, come gli altri del gruppo, solamente Tornimparte è il più storico e popolato con la chiesa di San Vito e l'ex mattatoio del 1934, sede provvisoria dal 2015 del Museo Nazionale d'Abruzzo, mentre il resto era quasi totalmente campagna, colonizzata dall'espansione edilizia degli anni 1960, lungo via Poggio Santa Maria e via Francesco Filomusi Guelfi.

- Poggio Santa Maria - Civitatomassa - Preturo: da Porta Rivera fino all'estremo ovest di Porta Romana, erano piccoli villaggi rimasti quasi completamente spopolati. Nell'Ottocento erano sede del complesso della Caserma militare "Francesco de Rosa", poi demolita, e le due vie di accesso dalle mura erano e sono ancora Poeta Stazione o di Poggio Santa Maria, e Porta Romana. Ragion per cui non si segnalano luoghi di interesse, se non io nuovo Palazzo di Giustizia, che si affaccia su via XX Settembre, allo sbocco di Porta Barete.

## Monumenti e luoghi d'interesse

### Architettura religiosa

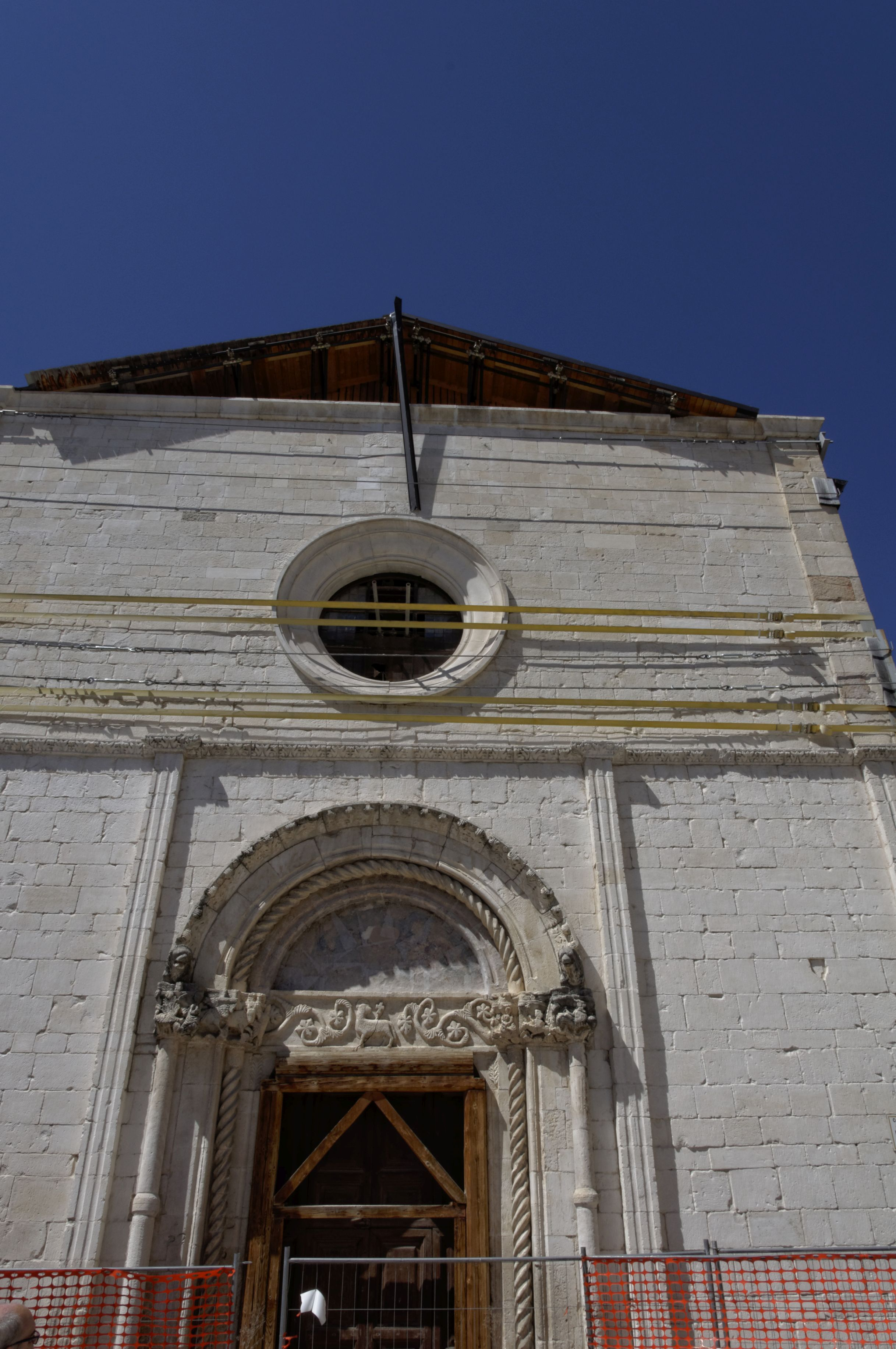
Chiesa di San Marciano

- Chiesa Capoquartiere di San Marciano: capoquarto di San Giovanni d'Amiterno, costruita dal castello di Roio durante la Fondazione, e si trova in Piazza San Marciano. L'impianto, nonostante i terremoti del 1461 e 1703, si è mantenuto nello stile romanico medievale, simile a quello di Santa Giusta e San Pietro Coppito, con la conservazione del portale romanico a tutto sesto. La facciata è rivestita in pietra bianca e si presenta divisa da cornice marcapiano, incanalata tra lese e e tripartita verticalmente nella parte inferiore. Il portale è caratterizzato da capitelli finemente lavorati con in figura gli Evangelisti, l'Adorazione dei Magi. Sulla parte superiore troneggia il rosone centrale; il portale invece ha lunetta affrescata dalla protettrice aquilana della Madonna col Bambino, opera di Silvestro dell'Aquila (XV secolo). L'impianto interno è stato ridotto dopo il terremoto del 1703 a navata unica con diciassette edicole settecentesche.

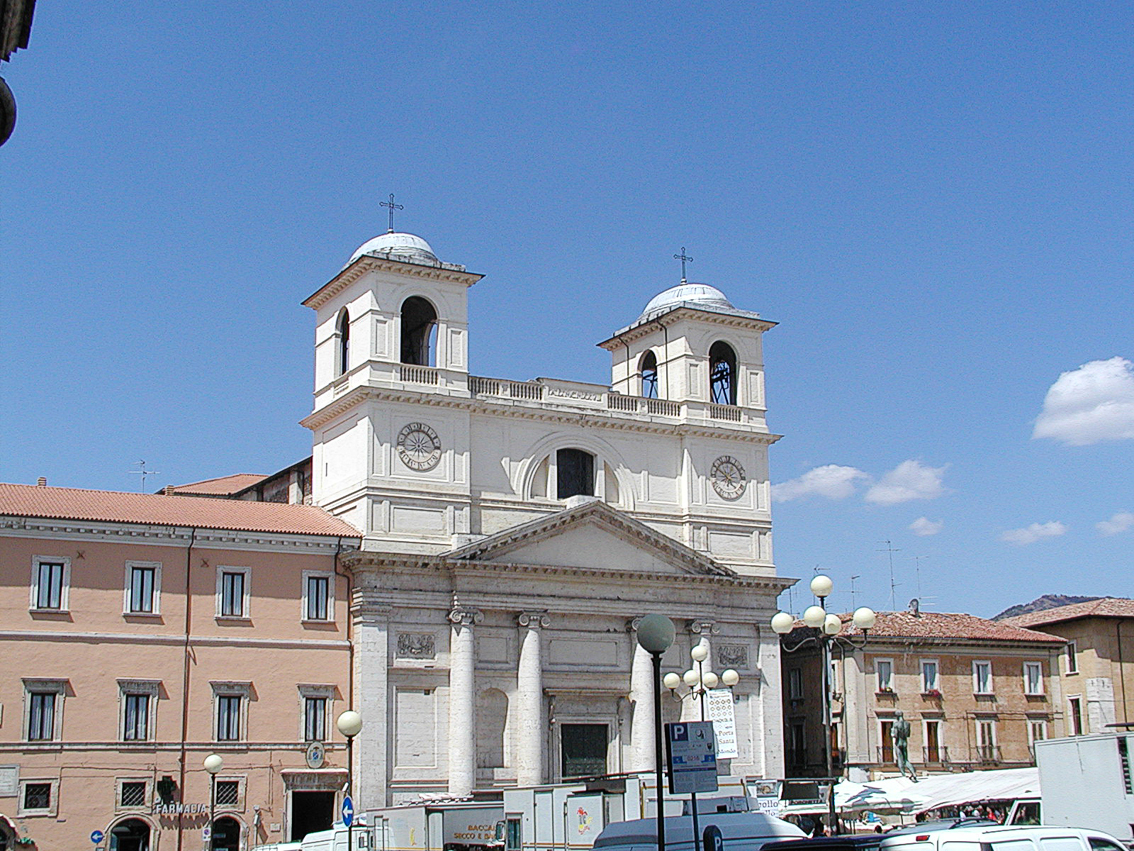
Prospetto della Cattedrale nel 2007

- Cattedrale dei Santi Massimo e Giorgio: il Duomo dell'Aquila di erge sulla Piazza del Mercato, che con la chiesa del Suffragio contribuisce alla composizione della scenografia dello slargo metropolitano. La chiesa esisteva già dal 1257, ma l'aspetto attuale è frutto di una ricostruzione pressoché totale dovuta alla rovina del terremoto del 1703, che distrusse l'edificio medievale-rinascimentale, di cui si conservato solo un pezzo di muro con monofora gotica su via Roio. Su tale spazio rettangolare si sviluppò la riedificazione dell'edificio, che costituì uno dei primi cantieri cui si diede inizio alla generale ricostruzione del capoluogo abruzzese, attribuendosi alla Chiesa, ed a quella cattedrale in particolare, un fondamentale ruolo guida nel contesto di questo processo.[5]La progettazione venne commissionata nel 1708 a Sebastiano Cipriani, allievo del Fontana, i lavori partirono nel 1711 e si conclusero a metà nel 1725, con consacrazione quattro anni più tardi. Tuttavia molte parti erano ancora incompiute, nel 1759 furono terminate le pareti emergenti della navata grande, e nel 1780 furono consacrati gli altari delle cappelle. Tutto l'apparato decorativo barocco fu unito a quello neoclassico, per i lavori del 1883-88, dove partecipò anche Teofilo Patini con alcune sue tele. L'interno presenta una pianta a croce latina longitudinale con navata unica, che propone, con le cappelle, un'originale versione del modello gesuitico romano. L'intero spazio è scandito da ampi archi impostati su colonne ioniche intradossali le quali, integrandosi con l'ordine principale dei massicci pilastri, lo arricchiscono e ne riempiono i vuoti. Definiscono la decorazione della navata le paraste corinzie e due cornicioni a mensole, quella della trabeazione e quello della base del tamburo della cupola.

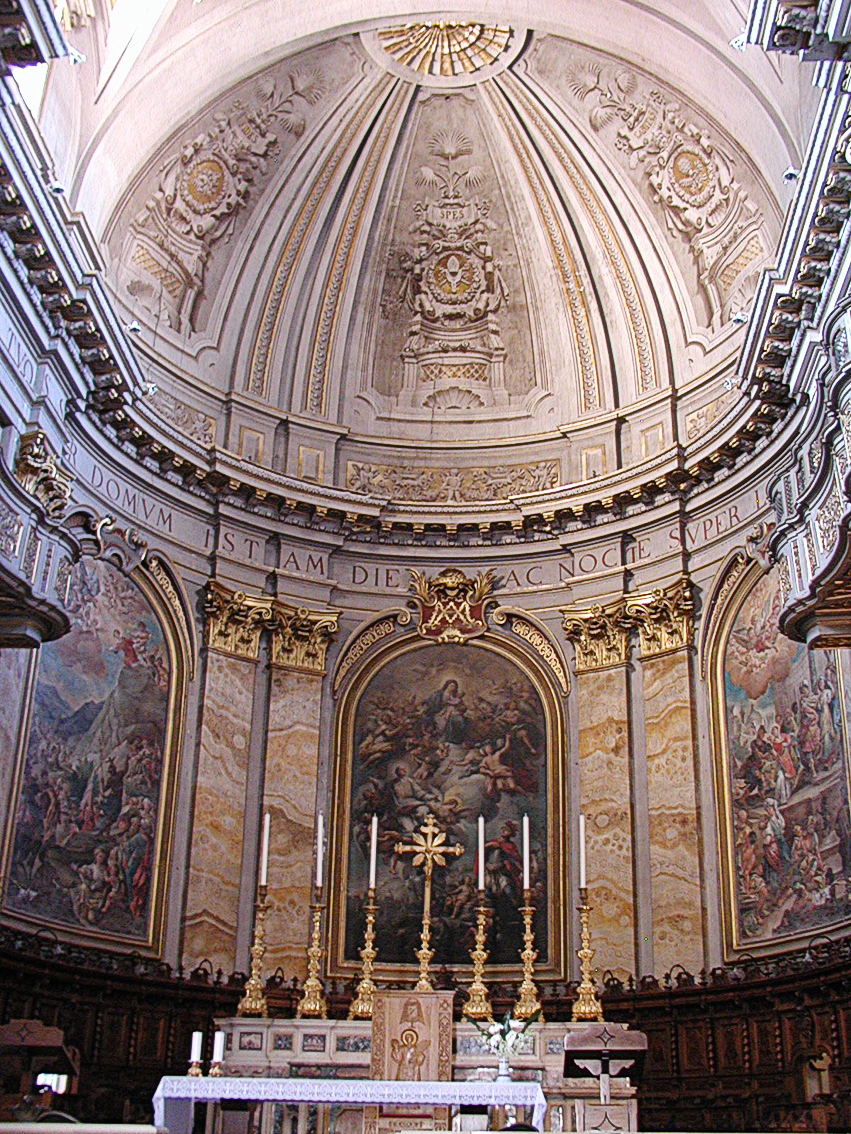
Il presbiterio del Duomo nel 2007

La volta della navata è affrescata con le figure dei Santi Massimo, Bernardino da Siena, Celestino V ed Equizio, opera del 1887 di Annibale Brugnoni; la parte del transetto è stata decorata da Venanzio Mascitelli con la cupola a finta prospettiva, ispirata ai disegni di Andrea Pozzo, che progettò una cupola vera e propria, mai realizzata, richiamo a quella della Chiesa di Sant'Ignazio di Loyola in Campo Marzio di Roma. L'ambiente interno è arricchito da una serie di rilevanti opere d'arte, come il sepolcro del Cardinale Amico Agnifili, del Quattrocento di Silvestro dell'Aquila, la tela del Patini di San Carlo tra gli appestati (1888), mentre l'abside ha le tele di Donato Teodoro e di Girolamo Cenatiempo, un coro ligneo intagliato da Ferdinando Mosca di Pescocostanzo. Sebbene l'interno tardo barocco sia stato terminato, lo stesso non fu per l'imponente facciata progettata dal Cipriani, compiuta solamente nel 1928, e senza tutti gli ornamenti del progetto. Nelle fotografie del Novecento solo la parte bassa dei due livelli divisi da cornice era stata completata, con un portale monumentale in bronzo affiancato da due nicchie. La parte superiore non aveva il rivestimento neoclassico, ed era provvista solo di un campanile semi-completato. Nel 1928 la parte superiore fu terminata seguendo la line neoclassicista, senza però aggiungere gli ornamenti del progetto, e furono terminati due campanili gemelli con meridiana e orologio. Il terremoto dell'Aquila del 2009 ha sventrato il fianco destro della cattedrale all'altezza del braccio del transetto e del vano a calotta, e nonostante si siano eseguiti vari progetti di recupero, per assurde controversie burocratiche tra Diocesi e comune per l'affidamento dei lavori e per la copertura finanziaria, il Duomo oggi non è stato ancora restaurato.
- Oratorio di San Luigi Gonzaga: è una cappella situata dietro la Cattedrale, fondata dalla Confraternita della Pietà nel XIII secolo, successivamente ricostruita completamente nel XVIII secolo, intitolata al santo spagnolo. La chiesa fu semi-demolita nel XIX secolo, e rimase solo la grande cappella presso l'Episcopio: dall'esterno è visibile solo la facciata che presenta un gioco ritmato di paraste, di trabeazione su cui s'imposta l'ordine superiore a continuazione del sottostante partito centrale di lesene, che definisce la facciata anteriore del tiburio che accoglie le varie finestre ad arco ribassato. L'interno è ad aula unica a pianta centrale, coperta da una pseudocupola: l'interno si sviluppa radialmente dilatandosi ai quattro vertici in vani rettangolari voltati a botte e raccordati da colonnati, spartiti in sinuose tribunette balconate. Le opere d'arte sono tele settecentesche del Bedeschini, del Cesura e del Monaldi.

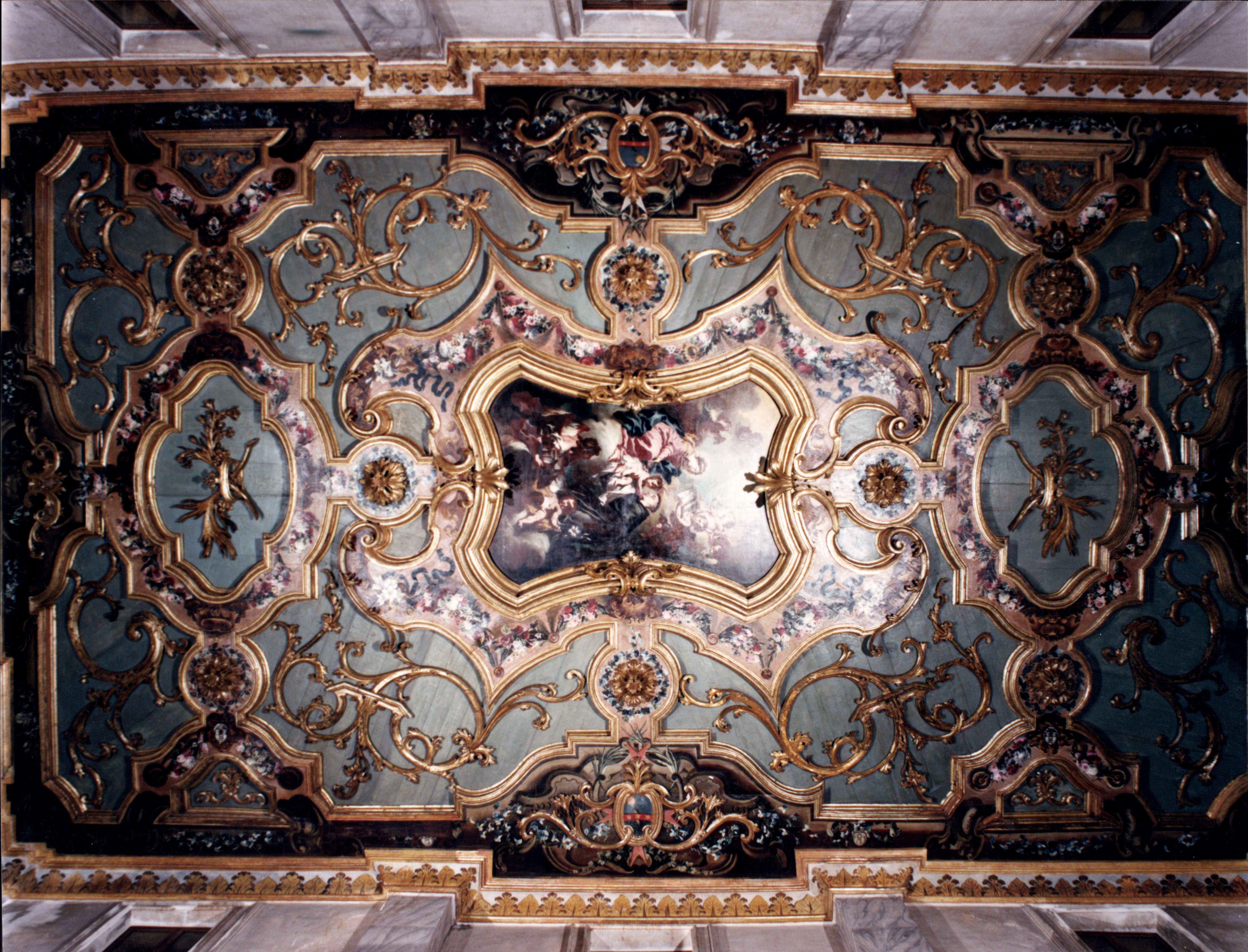
Il soffitto dell'oratorio di Sant'Antonio di Padova

- Oratorio di Sant'Antonio dei Cavalieri de' Nardis: situato in via S. Marciano, presso l'omonimo palazzo è dedicato a Sant'Antonio di Padova, fu fondato a metà del XVII secolo da esponenti della famiglia nobile locale Nardis (tuttora proprietaria) attorno a un'immagine considerata miracolosa di Sant'Antonio. Si trova in via San Marciano, a metà strada tra Duomo e la chiesa di San Marciano. La chiesa ha una facciata laterale con due porte simmetriche, con una nicchia contenente la statua di Sant'Antonio a grandezza naturale, opera di Ercole Ferrata. Molte opere sono in maiolica di Castelli (TE). L'interno conserva il prezioso soffitto ligneo intagliato del pescolano Ferdinando Mosca.

- Convento di Santa Chiara d'Assisi: Si trova sotto via XX Settembre, nel Parco naturale delle Acque. Sorse durante il pellegrinaggio di San Francesco d'Assisi e Santa Chiara in Italia, dunque nel XIII secolo, e accresciuto nel XV. La chiesa è legata all'ordine dei Cappuccini, che all'Aquila risiedevano in due monasteri: San Giuseppe fuori le mura, fondato nel 1540 da frate Matteo da Leonessa, e quello di San Michele dentro le mura, del 1609, fondato da Francesco Vestarini. I conventi furono soppressi nel 1866: quello di San Michele verrà demolito per la costruzione del neoclassico Palazzo dell'Emiciclo. I frati si trasferirono a Santa Maria del Soccorso presso il cimitero, dove risiedevano gli Olivetani, la cui congrega fu soppressa nel 1904. I francescani poterono rientrate a Santa Chiara nel 1940. Il monastero femminile era conosciuto come "Santa Chiara d'Acquili" perché sorgeva sopra il Borgo Rivera, dove si sviluppò nel XIII secolo il primo nucleo abitativo aquilano. Il convento era stato già riaperto il 4 ottobre 1879 per volere dell'arcivescovo Monsignor Luigi Filippo, riacquistato subito grande importanza. Nel 1891 vi fu istituito un seminario di teologia e di filosofia, chiuso a causa di mancanza di studenti nel 1969. Il convento divenne allora sede di noviziato provinciale, fino al 1974, riaprendo successivamente, fino al 2009 (e nuovamente nel 2016 dopo la ricostruzione post sisma) di una scuola di noviziato per i giovani non solo abruzzesi, ma anche umbri, laziali e marchigiani. Nel convento furono celebrati i capitoli provinciali del 1888, 1891, 1894 e 1909, e ininterrottamente dal 1919 fino ad oggi. In quell'anno per volere del Ministro Provinciale dell'Aquila venne istituita anche una biblioteca provinciale aperta al pubblico, ben fornita di volumi di qualsiasi disciplina culturale. I restauri più recenti del convento ci furono nel 1959 per via dei danni bellici, nel 1980, e infine dopo il terremoto del 2009. La chiesa principale ha pianta rettangolare con facciata in marmo a coronamento orizzontale, divisa a metà da cornice marcapiano, e verticalmente da quattro paraste. L'insieme dell'asse portale-finestrone è assai sobrio e semplice. Il convento si snoda sulla destra, a pianta quadrangolare, con chiostro e piazzale centrale. Anche l'interno, a causa delle varie soppressioni e spoliazioni, si presenta assai semplice, specialmente dopo le ripuliture del 1960, che hanno conferito un sobrio aspetto neoclassico in stucco bianco, mostrando una navata unica con le volte a crociera, che ricordano la precedente costruzione medievale. L'altare maggiore è moderno, consacrato il 4 ottobre 1960, con rinnovo del presbiterio e degli scanni lignei laterali per accogliere il tabernacolo. Gli altari laterali sono stati rimossi.

- Chiesa di San Vito di Tornimparte: detta anche "San Vito alla Rivera", si trova nel piazzale della fontana delle 99 cannelle. Fu fondata nel XIII secolo dia castellani di Tornimparte nell'omonimo locale, e di originale resta solo la facciata romanica, perché il tutto è stato ricostruito dopo il 1703, non rispettando lo stile originario, anzi immiserendo tutto a una semplice navata unica con due nicchie laterali come cappelle. Restaurata nella facciata danneggiata dal terremoto del 2009, nel 2017 è stata riaperta. Ha una pianta longitudinale rettangolare, con preziosa facciata romanica quadrata a coronamento orizzontale, con portale romanico strombato ornato da lunetta affrescata con il dipinto dell'Agnus Dei, e oculo centrale che in origine doveva essere un rosone. Ai lati dell'oculo si trovano due meridiane, una ad ore italiche, l'altra ad ore solari.

- Chiesa-torre di Santo Spirito dei Bastardi: la chiesa fu probabilmente fondata dai castellano di Ocre, e la giurisdizione della chiesa doveva appartenere al monastero di Santo Spirito, oppure la sua fondazione derivò dal volere di Celestino V. Si tratta di una robusta torre quadrata che fungeva anche da chiesa, situata ai piedi di via XX Settembre, sulla scarpata dell'antico castello di Acquili, nel Borgo Rivera. La torre è in pietra concia, terminante a tetto, con un piccolo campanile a vela.

- Chiesa di Santa Maria di Roio: posizionata in via Persichetti all'incrocio con via Cardinale, presso lo slargo omonimo, in asse orizzontale, a estremo ovest, con la chiesa capoquartiere dei Santi Marciano e Nicandro. Fu costruita dai castellani di Roio Colle nel XIV secolo, precisamente nel 1391. L'aspetto attuale è frutto di una ricostruzione pseudomedievale della facciata dopo il sisma del 1703, con l'interno barocco, in forme ridotte rispetto all'edificio originale. Negli anni 1960 è stato restaurato il rosone della facciata, poiché l'insieme era un modesto apparato barocco. Il prospetto principale si presenta tripartito da lesene, raccordate in alto da una cornice, con sopra un coronamento orizzontale che si conclude a gronda. La campitura di mezzo tra lesene centrali contiene il portale romanico con l'immagine della Madonna col Bambino tra San Pietro e Celestino V nella lunetta, e il rosone, molto sproporzionato rispetto al portale. Il rosone ha aspetto trecentesco, racchiuso dentro una mostra intagliata a foglie d'acanto, e composto da una raggiera di colonnine, variamente lavorate nei fusti in 12 esemplari differenti, a tortiglione, a passo d'elica, eccetera, che sostengono archetti accavallati, e tangenti al giro del finestrone.[6]Il campanile posteriore è a vela; l'interno a navata unica è barocco, con soffitto a cassettoni lignei, ripristinati nello stile medievale nel 1927, con scene dipinte dell'Annunciazione. Tra le cappelle laterali vi è l'altare con l'affresco rinascimentale di Francesco da Montereale della Deposizione, uno dei pochi elementi originali della chiesa.

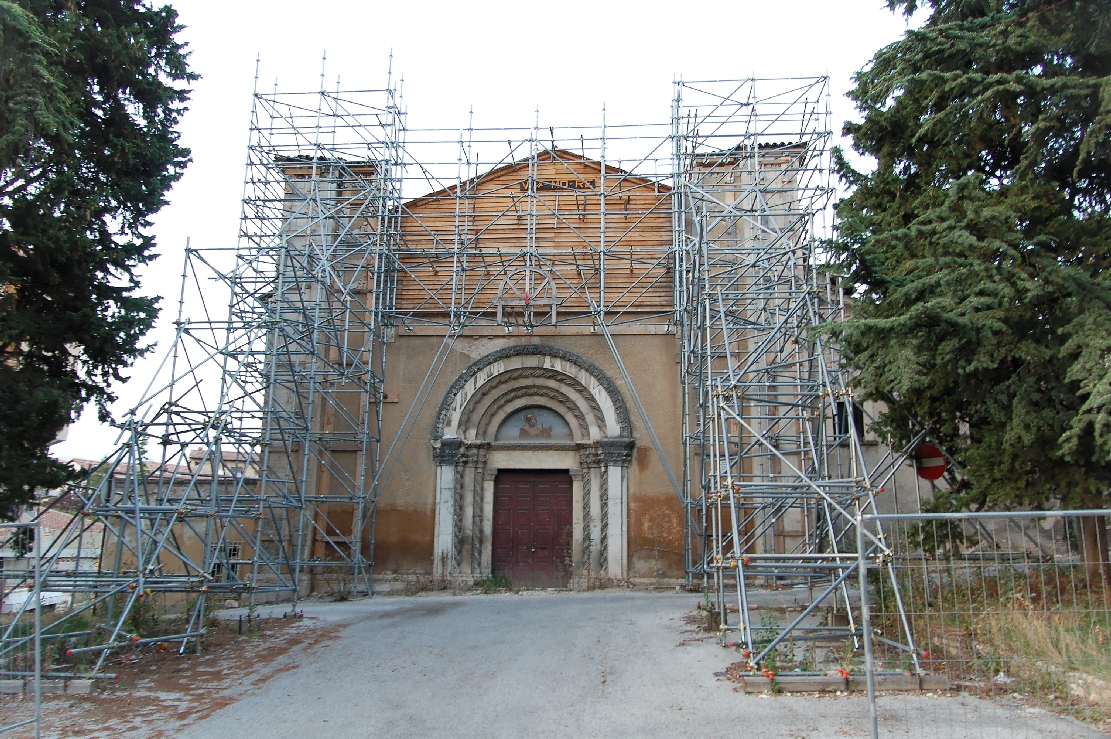
Chiesa di San Francesco di Paola (2011)

- Chiesa di San Francesco di Paola: si trova lungo via XX Settembre, realizzata nel 1898 conservando il portale romanico dell'antica chiesa di San Giovanni di Lucoli, una delle prime aquilane del rione San Giovanni, successivamente demolita perché in rovina. Il portale tardo romanico è datato 1439, e mostra le tipiche classicità aquilane: ad arco a sesto acuto con strombatura a colonnine a tortiglione, e lunetta affrescata dal disegno del santo dedicatario. Il resto della chiesa è prevalentemente impostato su un tono classico per quanto riguarda l'esterno, senza particolarità architettoniche, tranne i due stipiti a capitelli presso i lati.
L'interno a unica navata ha aspetto neoclassico, presso l'altare maggiore si trova la tela della Prova della Croce di Giulio Cesare Bedeschini (XVIII secolo). La chiesa è stata danneggiata nel 2009 con il crollo della parte superiore della facciata.

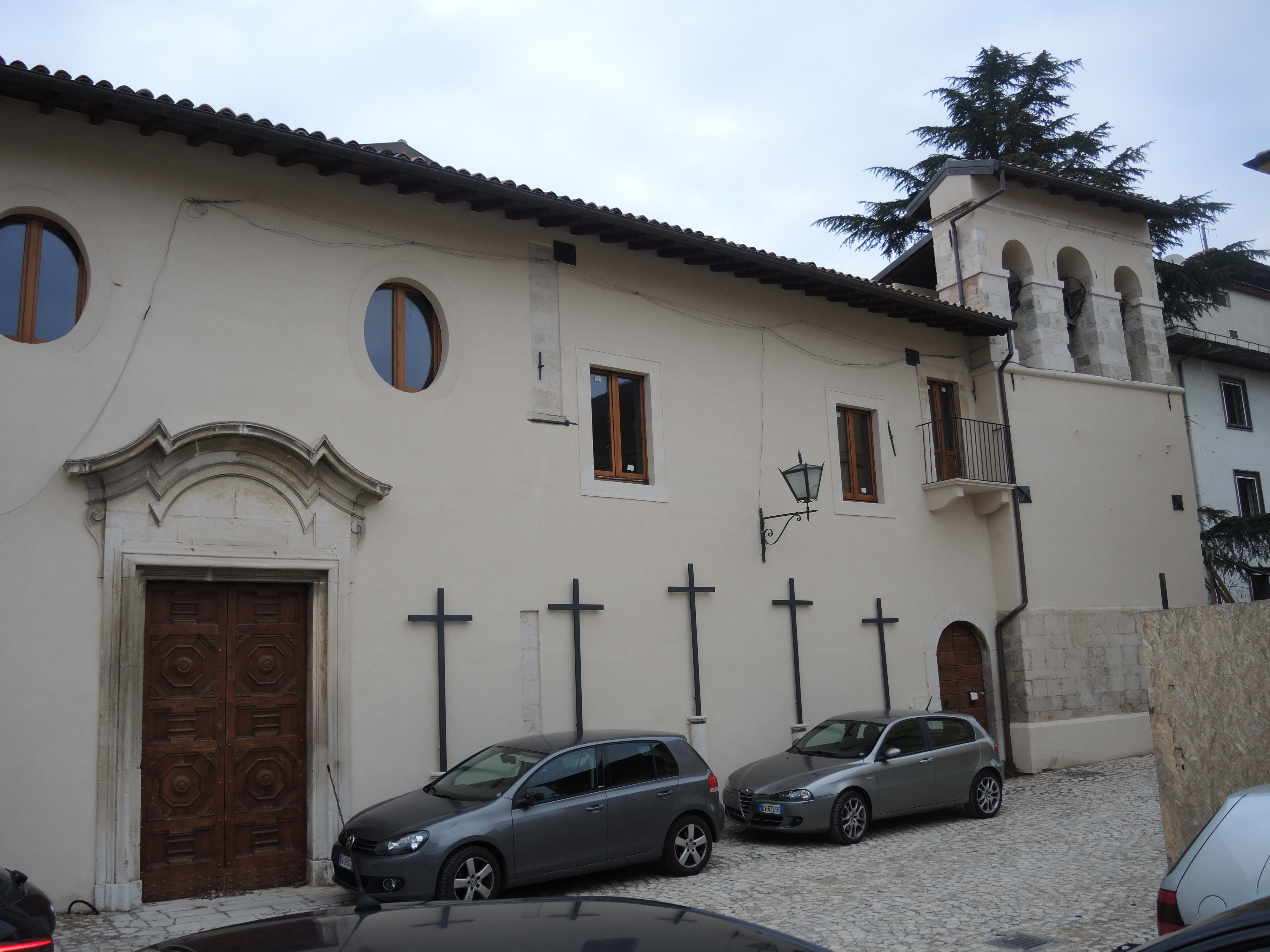
Chiesa della madonna dei Sette Dolori

- Chiesa dei Sette Dolori o della Madonna Addolorata: situata in via Addolorata, essendo già dedicata alla Santissima Trinità, sorge nel rione San Pietro; risale al Medioevo, ma fu cambiata radicalmente dal 1569, quando vi si insediò la Confraternita dell'Addolorata. Lo spazio principale della chiesa, probabilmente in origine un monastero, è costituito da tempio principale a pianta rettangolare, con altare maggiore e laterali realizzati in stucco. L'aula unica interna, fasciata da una teoria di paraste composite che sorreggono l'elegante cornice modanata, presenta un ingresso coperto da cantoria e due accessi: nella zona presbiteriale che portano a sinistra al Cappellone ottocentesco, e sulla destra alla sagrestia. Tale ambiente è dotato di altare ligneo e soffitto piano, e immette nell'oratorio, alla stanza del tesoriere e a un cortile coperto, parte del restante monastero.
L'oratorio presenta un impianto rettangolare fasciato da scanni lignei affrontati che fanno da cornice all'altare settecentesco, opera dello stuccatore Francesco Membrini. Il Cappellone, posto lungo il fianco sinistro, è dotato di un solo altare lungo la parete di fondo, rifinito da una cornice modanata in stucco, che corre lungo le quattro pareti dell'aula. Sul fianco opposto il complesso dell'Addolorata si conclude con il blocco del campanile a vela, che cela il corpo di fabbrica a due piani edificato su progetto di Giovan Francesco Leomporri. Si può affermare con certezza che la conformazione attuale non sia frutto di una preesistente chiesa a tre navate, ma piuttosto il risultato di una lenta stratificazione avvenuta mediante i secoli, avvenuti nel primitivo tempio della Santissima Trinità, ancora riconoscibile presso l'aula rettangolare. Nel 1644 fu costruita la sacrestia, nel 1671 la cantoria lignea. Nel 1718 venne completato il soffitto ligneo, e nello stesso periodo il Cappellone. Per l'imponente lavoro di stuccatura degli interni fu scelto Pietro Paolo Corani, architetto milanese, che stava lavorano alla chiesa di Sant'Agostino nel rione San Marciano. Nel 1731 la Confraternita acquistò a Roma la statua dell'Addolorata, conservata in una nicchia centrale dell'altare maggiore.

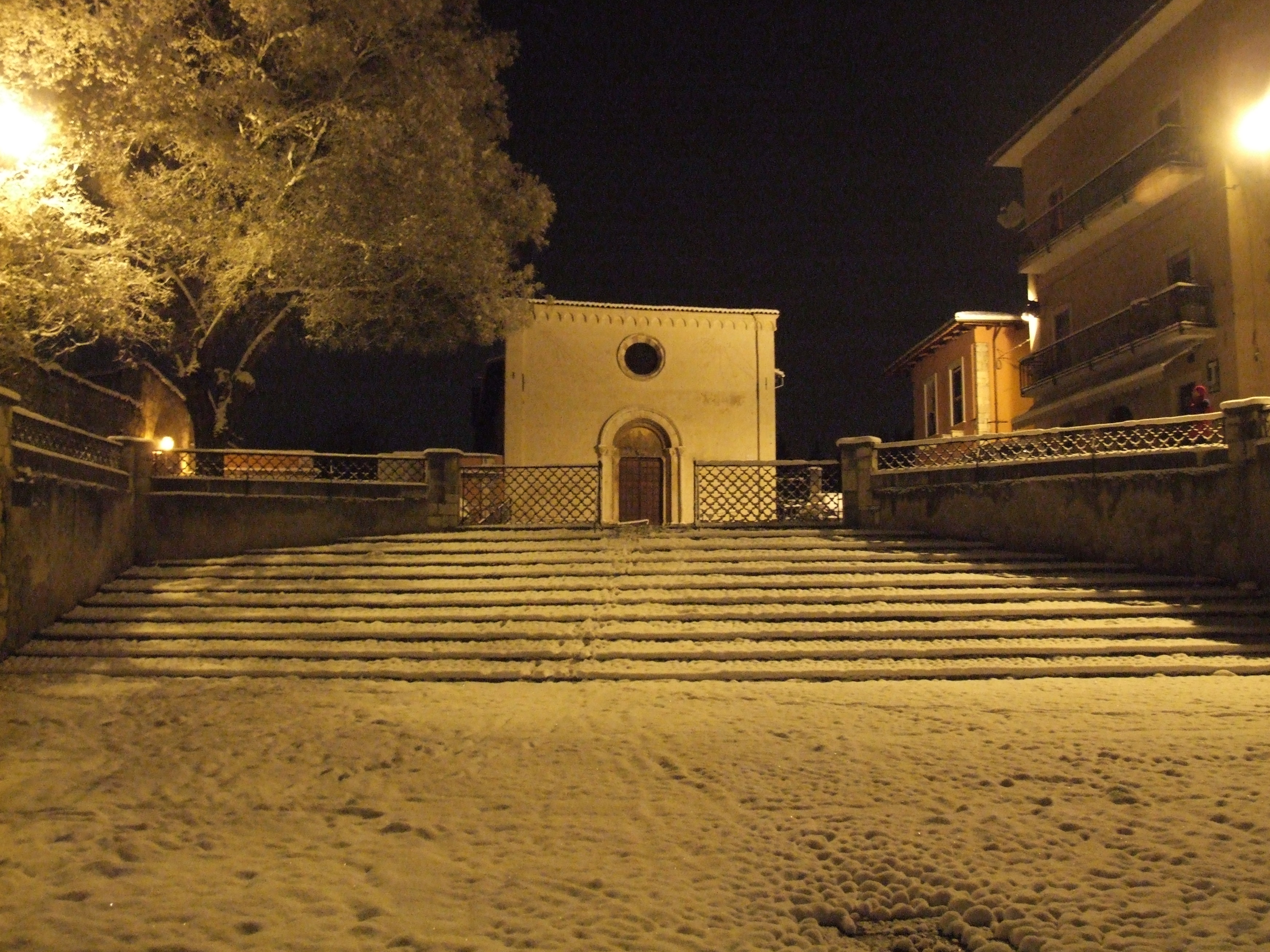
Chiesa di San Vito in notturna

- Chiesa di Santa Maria del Ponte di Roio: la piccola chiesa si trova presso il casello della stazione ferroviaria che collega la strada da Roio alla via per la fontana delle 99 cannelle. Si tratta di una chiesa rinascimentale, fondata presso un'edicoletta votiva alla Madonna, come è citato nelle cronache del 1429, periodo in cui fu costruita la primitiva cappella. Nel 1457 la chiesa venne consacrata, e arricchita di affreschi, anche se oggi è alternata da parti settecentesche. L'insieme mostra un tempio a capanna, con la facciata alternata tra intonaci e parti di pietra sporgenti, a testimoniare i numerosi rifacimenti. Il portale molto semplice si trova sulla sinistra, affiancato da uno più piccolo a destra. Al di sopra vi è un oculo centrale, sormontato dal soffitto a spioventi. L'interno è a navata unica, e conserva perfettamente l'aspetto tardo rinascimentale in pietra; conserva gli affreschi rinascimentali, restaurati dopo il sisma del 2009, tra i quali figura la Vergine che allatta il Bambino.

- Chiesa di Santa Maria delle Buone Novelle o Sant'Apollonia: Detta anche "Santa Maria in Borgo" perché vicino alla Rivera, si trova sulla discesa di Sant'Apollonia, presso Porta Roiana. Fino al 1601 era sede di un lanificio molto importante in città, poi trasferitosi a Collemaggio. Avendo perso l'autonomia, ma incorporata nel monastero celestiniano, la chiesa venne trasformata nel XVII secolo in stile barocco. Tuttavia la chiesa ha perso molta importanza e considerazione da parte degli aquilani dopo il 1703, anche perché venne costruita una nuova via di accesso alla città mediante Porta Napoli, tagliandola dalle principali vie di comunicazione. La chiesa ha pianta longitudinale a navata unica, con copertura a capriate lignee per un tetto a spioventi, con manto in cotto decorato e disegni geometrici. L'interno barocco conserva due altari settecenteschi in stucco.

Chiesa di San Giacomo o Santo Spiritosi trova in via Santo Spirito ed è una chiesa medievale a pianta quadrata e tozza, forificata. Fu ristrutturata nel XVIII secolo cambiando intitolazione.
Chiesa di San Bernardoin via Santo Spirito: era dotata di un convento, ha un aspetto barocco.

### Architettura civile

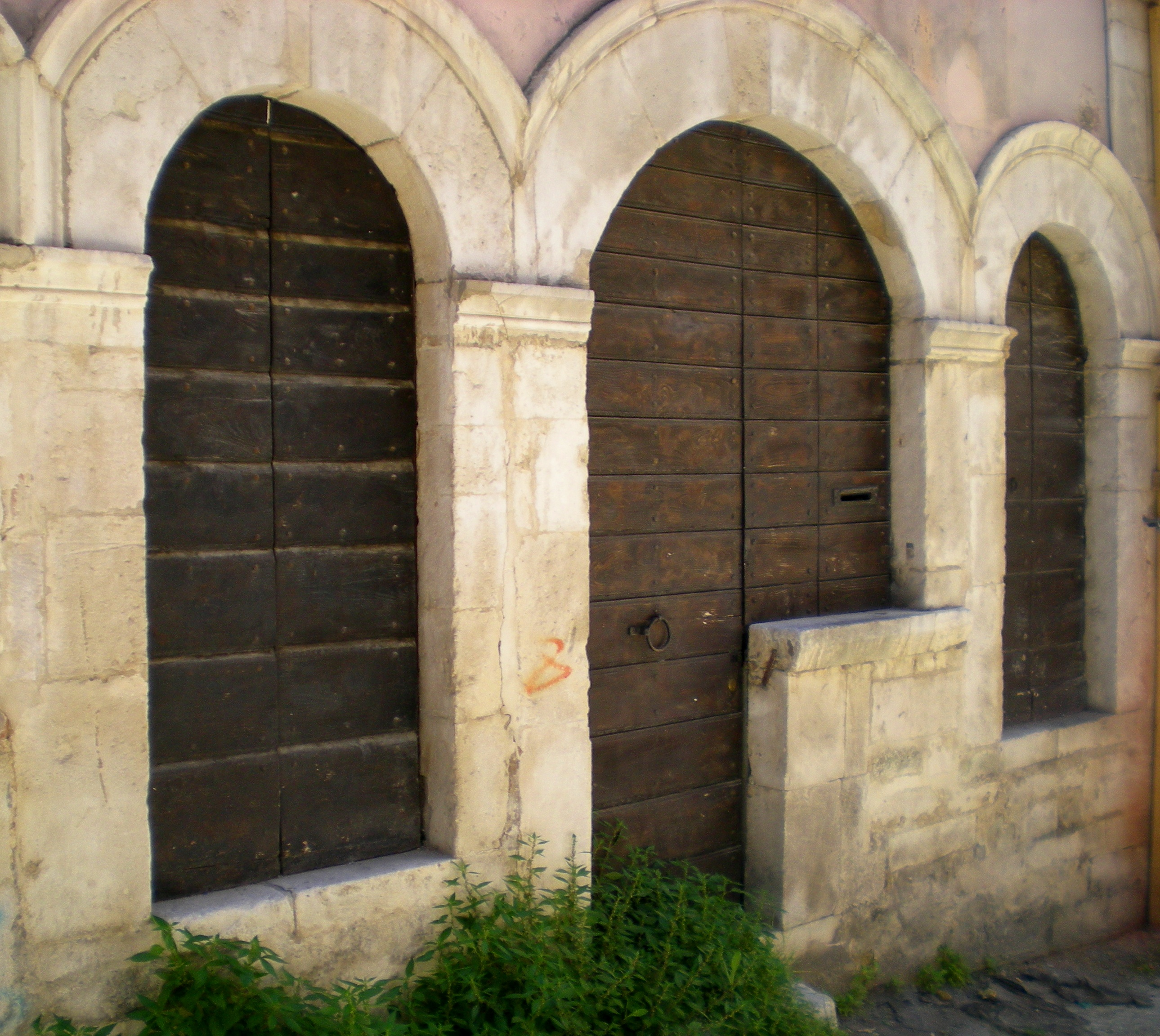
Le Cancelle

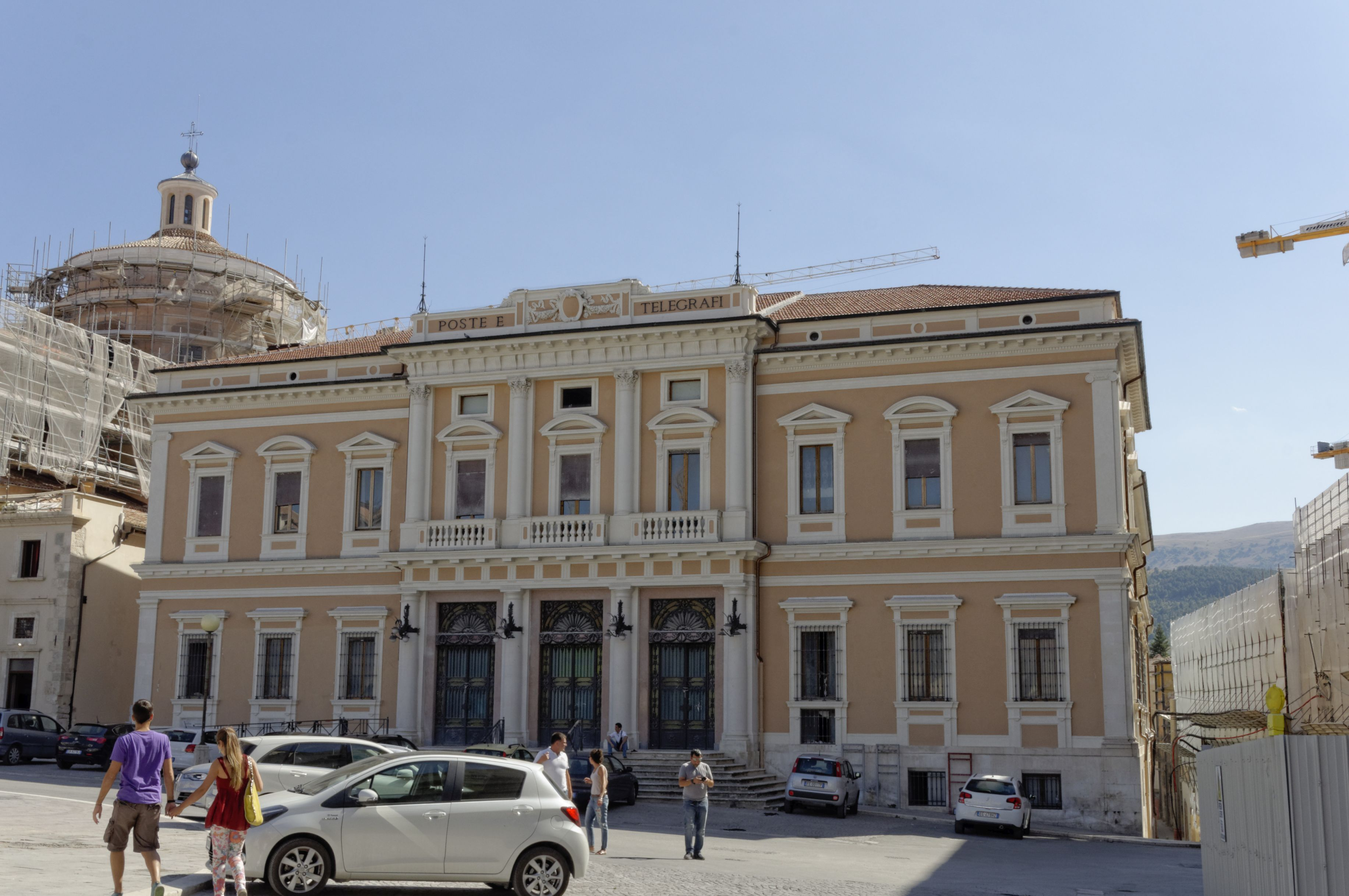
Palazzo delle Poste

- Palazzo Persichetti: principale edificio del quartiere San Marciano, affacciato su Piazza San Marciano. Rappresenta una delle architetture settecentesche più solenni e imponenti della città, con monumentali dimensioni della facciata, impaginata secondo un disegno caratterizzato dalla simmetrica configurazione delle bucature e degli elementi ornamentali. La stratificazione storica è leggibile attraverso le soluzioni di continuità delle varie parti e la diversificazione delle modalità costruttive; l'impiego dei materiali per la costruzione, i modi diversi di apparecchiare le murature, la scelta di geometrie caratteristiche del modo di sentire il problema costruttivo delle diverse epoche. Già nei vani al piano interrato si rilevano i caratteri dell'eterogeneità storica, confermata ai livelli superiori. La facciata tardo barocca presenta un monumentale portale sovrastato da loggia, tra le finestre dell'ordine spiccano quelle con timpano a cornice curvilinea, spezzata ad angolo ottuso, le quadrotte che si aprono lungo il cornicione. L'interno, prima del 2009, custodiva marmi antichi, ceramiche e armi appartenute al nobile Nicolò Persichetti, letterato, collezionista e archeologo aquilano.

- Palazzo Salvati Agnifili: in via Santa Chiara d'Acquili, il palazzo ha fattezze quattrocentesche, ben conservate nonostante i rimaneggiamenti successivi. Appartenne alla famiglia del famoso cardinale Amico Agnifili, e all'interno conserva un bel chiostro con arcate e volte a crociera.

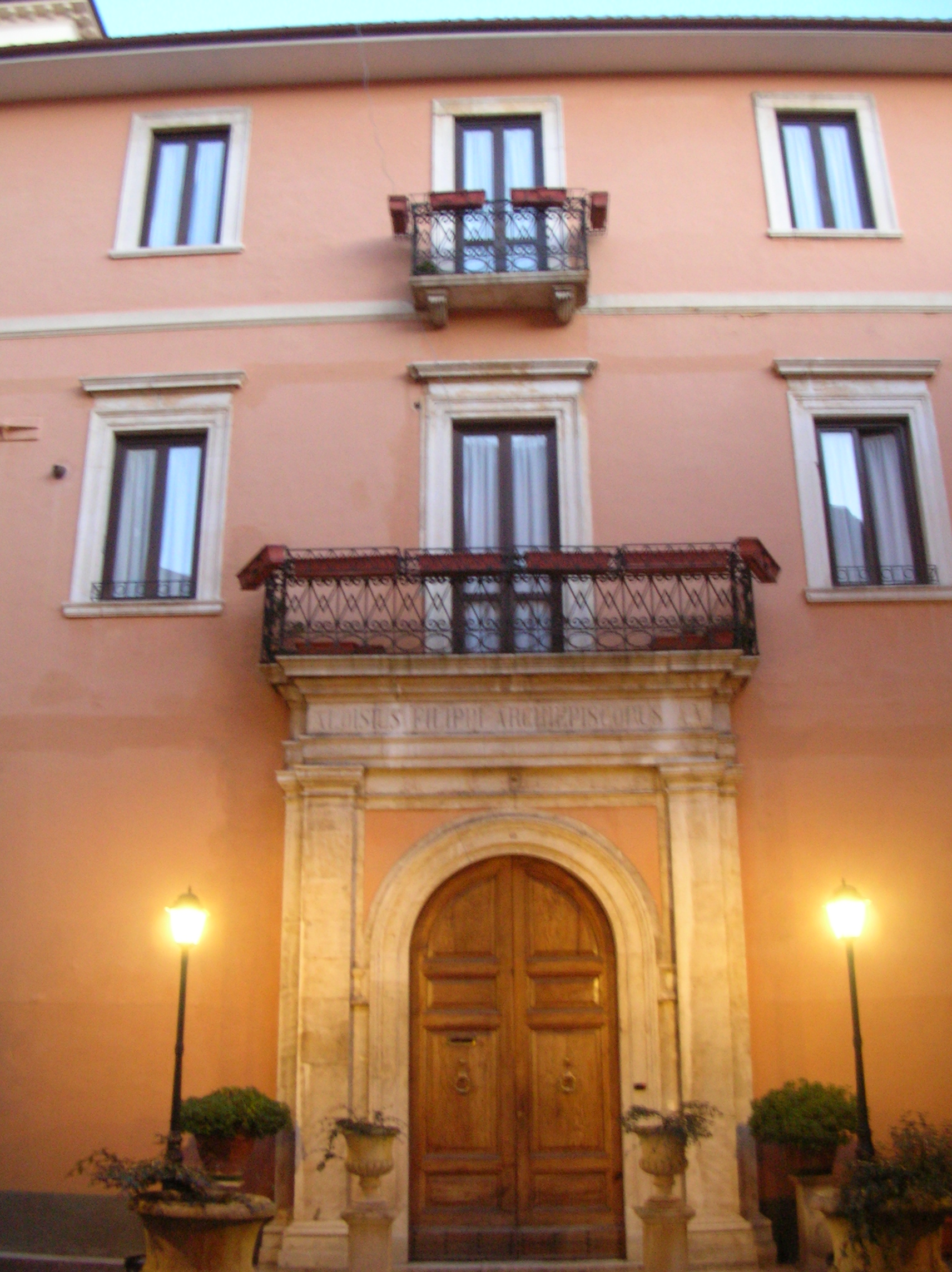
Palazzo Arcivescovile

- Le Cancelle:  rappresentano uno dei monumenti più curiosi del quartiere e della città antica, risalenti al Medioevo, usate come botteghe del pesce. Attualmente si trovano tra via Ramieri e via Simeonibus, ma si tratta di uno spostamento compiuto durante il Ventennio per l'accomodamento della Piazza Duomo. Quando nel 1796 il re Ferdinando IV di Napoli giunse all'Aquila al palazzo vescovile, si lamentò del rumore generato dai bottegai presso le botteghe, e concordò con Monsignor Gualtieri lo spostamento delle cosiddette "cancelle" in un luogo più isolato dai palazzi del potere. Infatti prima dell'Ottocento la Piazza del Duomo era destinata ancora all'uso commerciale, e mancava l'interesse cittadino della bellezza e dell'armonia del vivere in una società moderna, e dunque la zona delle Cancelle era una delle tante malsane, destinata prettamente al commercio popolare, senza il minimo decoro. Venuto il sentimento dell'estetica e della cura del settore urbanistico, si apportarono numerose modifiche alle piazze aquilane, e tra questi si concordò lo spostamento delle cancelle, che durò per molti anni.
Nel 1798 il comune decise di indire un'asta pubblica per l'acquisto delle cancelle, di proprietà di Santa Maria di Collemaggio, e furono cedute a Benedetto Berardelli per 102 ducati, con il compito di trovare un luogo nuovo di costruzione, pagando fino alla fine l'affitto a Collemaggio. Il Berardelli dichiarò di aver vinto l'asta pagando con i soldi del nobile Giuseppe Alfieri Ossorio, considerando le cancelle di proprietà baronali, tuttavia fino al 1802 non ebbe luogo alcun progetto.
Il compito passò allora ai decurioni che individuarono un nuovo luogo presso Palazzo Margherita, e poi i locali dei vecchi mattatoi nella vecchia via de' Macelli (oggi via Teofilo Patini). Tuttavia per beghe burocratiche si dovette aspettare il 1824 per un nuovo progetto, anno in cui il marchese Luigi Dragonetti sollecitava lo scioglimento delle pratiche, poiché aveva acquistato le vecchie cancelle dal barone Alfieri Ossorio; oltretutto l'affitto al monastero di Collemaggio non veniva più pagato da anni. Nel frattempo anche i macellai dei mattatoi si opposero all'idea di spostare nella via la pescheria. Così il Dragonetti propose la costruzione delle nuove cancelle presso il viale Crispi, nei dintorni di Porta San Ferdinando (oggi Porta Napoli), essendo sue le terre, a patto che le vecchie cancelle fossero sgomberate all'istante.
Tuttavia nel 1825 la proprietà delle cancelle era passata al Real Liceo degli Abruzzi, e con questa delibera si intimava comunque il Dragonetti di provvedere allo sgombero e alle spese per la nuova costruzione del locale. Per mediare la ratificazione del successivo accordo raggiunto tra le due parti, fu necessario l'intervento dell'Intendente della Provincia, e l'atto fu firmato nel 1829, con proposta di costruzione in zona Campo di Fossa. Tuttavia il problema non era ancora risolto, anche se le vecchie cancelle di Piazza Duomo furono chiuse, e nel 1831 il marchese Dragonetti richiedeva per la terza volta al comune di ottener ragione. Con la morte del marchese, nel 1912, molti anni dopo, quando la proprietà era passata a Giovanni De Matteis, il comune rispolverò l'idea di costruzione di un grande mercato coperto vicino alla piazza maggiore, con proposta di ristrutturazione di alcune case in via Simeonibus, spostandoci l'ingresso antico ad archi delle "cancelle". Nel 1927 però il palazzo vecchio venne abbattuto per permettere la costruzione del monumentale Palazzo delle Poste, e la facciata antica venne ancora arretrata, inglobata in un nuovo palazzo abbastanza moderno, ma costruito secondo criteri antichi.
Le Cancelle sono otto archi di diversa dimensione, a tutto sesto, divisi dalle rispettive cornici, accessibili da gradini di diversa altezza. Il palazzo vecchio aveva poco rilievo artistico oltre agli archi, mentre il nuovo palazzo attuale è stato realizzato in stile pseudo quattrocentesco, con finestre bifore.

- Palazzo Cesura: in via Ortolani, è un palazzo settecentesco con origini più antiche. Elemento di maggior pregio dell'esterno è il portale monumentale inquadrato in una cornice in bugnato. Il timpano dell'architrave è ornato con motivi a foglie, tipico del rinascimento. L'interno è preceduto da un chiostro rinascimentale quadrato con arcate e colonne cilindriche a capitelli corinzi.

- Palazzo Visconti: in Piazza Santa Maria di Roio, è uno dei pochi edifici quattrocenteschi conservatisi abbastanza fedelmente nell'area del quartiere. Il palazzo appartenne alla nobile famiglia lombarda, e presenta un esterno molto sobrio, con portali ad arco gotico.

- Casa Gigli: in Piazza del Cardinale, è un edificio quattrocentesco ristrutturato in epoca settecentesca, il cui elemento più antico è il portale di accesso ad arco gotico.

- Palazzo delle Poste e Telegrafi: è stato costruito poco dopo il 1922 in Piazza Duomo (inaugurato nel 1927 circa), accanto alla chiesa delle Anime Sante, obbligando l'arretramento dell'edificio storico delle Cancelle. Il palazzo è uno dei pochi esempi di arte aquilana del Ventennio in stile eclettico, non ancora impostato nel tipico razionalismo schematico. Ha pianta rettangolare, con un avancorpo centrale appena avanzato rispetto agli altri due blocchi della facciata, scandito da quattro colonne a capitelli corinzi, che racchiudono quadrotte che sovrastano tre finestre con timpano curvilineo. Gli altri due ordini dei due blocchi hanno timpano normale alla base, e al piano superiore alternano timpani curvilinei a triangolari. I tre portali di accesso ripropongono il modello delle colonne, in asse con quelle superiori delle finestre, con capitelli dorici. L'insieme mostra uno stile eclettico tra il neoclassico e il neorinascimentale.

- Palazzo Arcivescovile: affacciato su Piazza Duomo, ma posto in via Arcivescovado, sorge sopra una struttura medievale distrutta dal terremoto del 1703, e infatti la struttura ha aspetto settecentesco, a pianta rettangolare, affacciandosi su Piazza Duomo, accanto alla Cattedrale neoclassica.

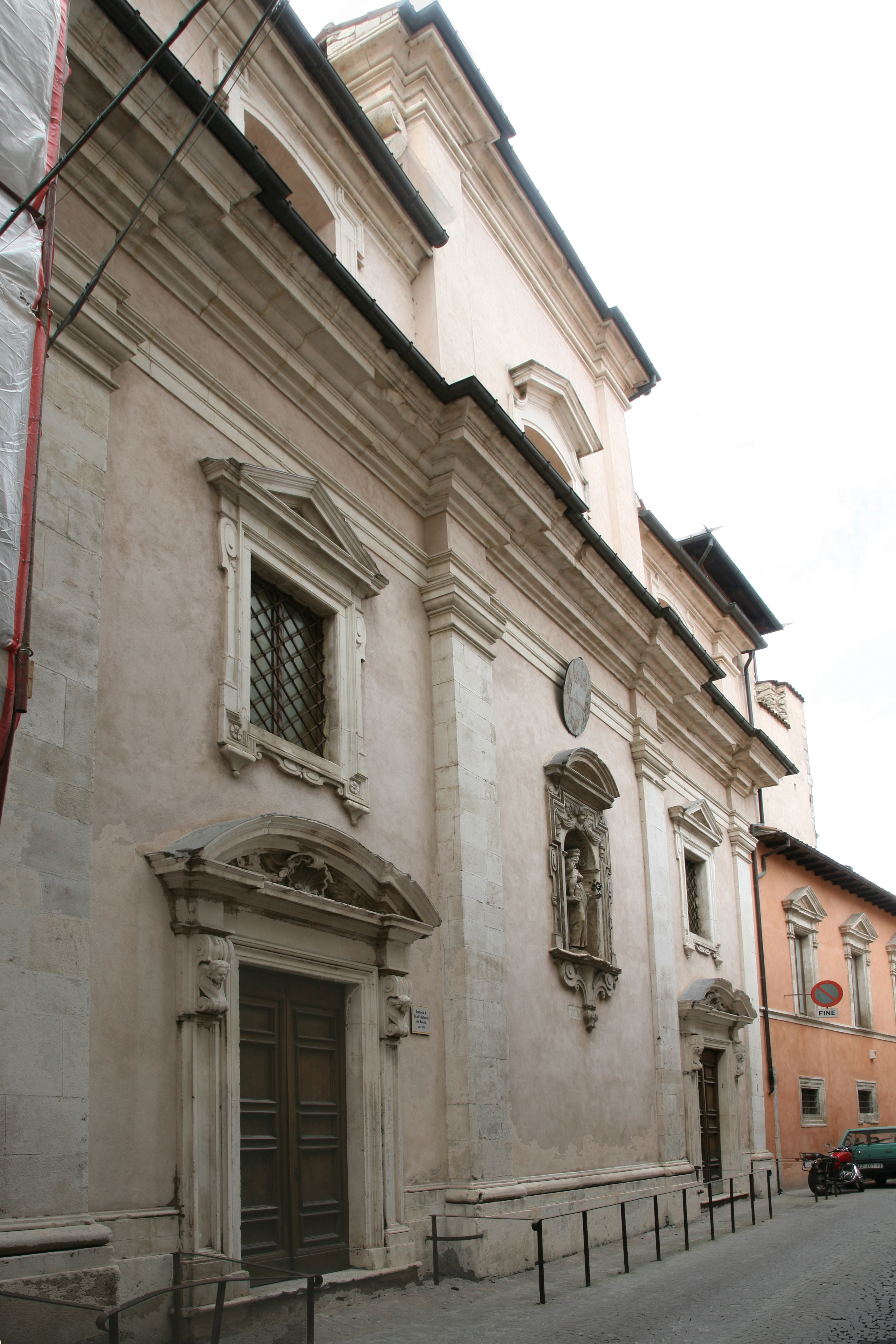
Oratorio di Sant'Antonio di Padova accanto a Palazzo de' Nardis

- Palazzo de' Nardis: in via Arcivescovado, la struttura nasce per volere della famiglia Nardis, tra le più influenti della città nel XV secolo. Nel 1647, accanto al palazzo, fu costruito il monumentale Oratorio di Sant'Antonio dei Cavalieri de' Nardis, tra i più squisiti esempi del barocco aquilano. Il palazzo attuale presenta connotazioni settecentesche, mentre alla base mostra ancora l'originale costruzione medievale per via degli archi gotici che si affacciano su via Arcivescovado. La facciata su via San Marciano presenta un impianto severo, sviluppato su tre livelli con 11 assi di aperture. Al centro c'è l'ingresso principale, sovrastato da uno stemma della famiglia, che dà accesso a un androne al cortile porticato e terrazzato, e al grande scalone doppio che immette ai piani superiori

- Palazzo Rustici: si affaccia su Piazza San Marciano, ed è una struttura settecentesca ristrutturata abbastanza celermente dopo il terremoto del 2009. Ha pianta rettangolare con facciata monumentale scandita da ordini di finestre con cornice triangolare, eccetto per la finestra che sovrasta il portale maggiore, con cornice curvilinea. Il portale ha arco a tutto sesto, fasciato in bugnato liscio. L'interno conserva ancora l'impianto antico, con le stanze adeguate per ospitare un Bed & Breakfast.

- Palazzo Zuzi: si trova sulla particolare "via delle Bone Novelle", poiché in quella strada il 2 giugno 1424 arrivò la voce della fine dell'assedio del guerriero Braccio da Montone, terminato con la battaglia di Bazzano. Il palazzo esisteva già nel Medioevo, ma fu ricostruito dopo il terremoto del 1703. Appartenne prima ai Ciucci, che cambiarono il nome in "Zuzi" nel 1517. Il palazzo fu distrutto una prima volta nel 1617, quando aveva l'affaccio in Piazza Rocca di Corno, e della struttura antica ancora oggi rimane solo il portale. Ricostruito con la facciata ruotata in via Bone Novelle nel 1670 da Gianfranco Zuzi, fu necessario occupare gli Orti Emiliani, e venne ornato con soffitti cassettonati e una cisterna di grandi dimensioni per l'acqua piovana. Il palazzo danneggiato nel 2009, verrà restaurato nel 2018.

- Casa rinascimentale di via Ghibellini: piccola casetta a pianta rettangolare con due ingressi ad arco a tutto sesto, sormontati da due finestre monofore di stampo quattrocentesco.

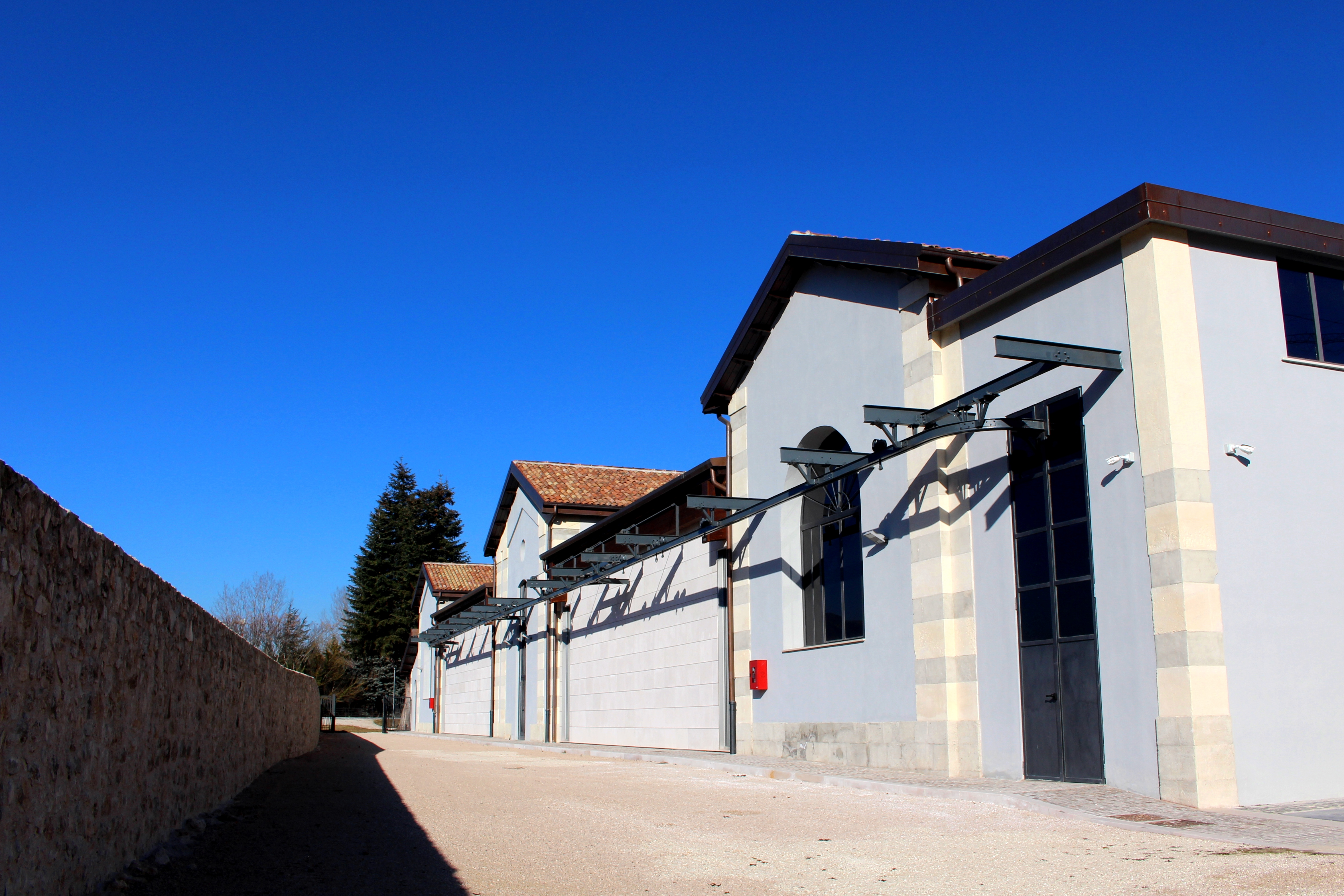
Ex mattatoio fascista, nuova sede del Museo Nazionale d'Abruzzo

- Ex mattatoio - Nuova sede Museo Nazionale d'Abruzzo: si trova nel Borgo Rivera, presso la fontana delle 99 cannelle, realizzato negli anni 1930 per ospitare i macellai della città, stipati nelle viuzze dei quartieri, in scarse condizioni igieniche, con il rischio di diffondere malattie. Il nuovo stabile fu usato per diversi anni, fino all'abbandono negli anni 1990 e al riutilizzo nel 2015 come sede provvisoria del "Museo Nazionale d'Abruzzo", poiché il Forte spagnolo è ancora inagibile. Il complesso si articola in tre casette a capanna collegate da corridoi, dove sono state allestite le mostre delle opere provenienti dalla città e dai borghi circostanti.

- Conceria di Borgo Rivera: piccolo stabile cinquecentesco che conserva ancora l'aspetto originale, decorato da interessanti arcate intervallate da colonnine con capitelli finemente scolpiti. Si affaccia sul piazzale delle 99 cannelle.

#### Mura

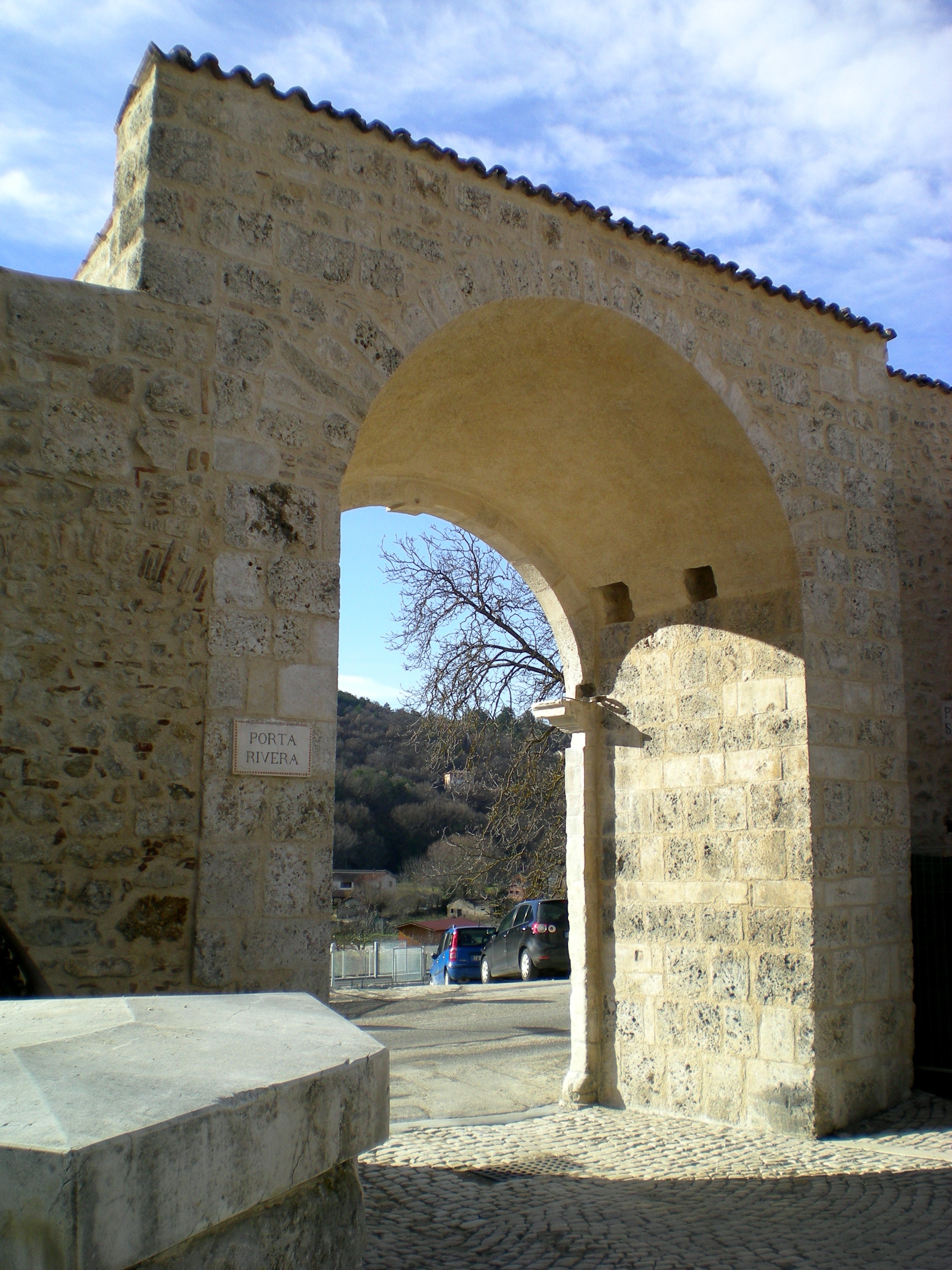
Porta Rivera

- Porta Rivera: si trova all'ingresso del Borgo Rivera, lungo via Tancredi da Pentima, e risale al XIII secolo. Si tratta di un semplice arco a tutto sesto aperto nelle mura, con cornice in stucco.

- Porta Lucoli: non distante da Porta Roiana, si trova nei pressi della chiesa di Sant'Apollonia. Presente sulla pianta della città di Giacomo Lauro (1600), fu chiusa dopo il terremoto del 1703, ma ancora oggi è esistente, con un arco ogivale.

- Porta Roiana: costituiva l'ingresso alla città da sud, dal monastero di Santa Maria delle Bone Novelle, e fu realizzata nel XIV secolo. Fu di grande importanza per il passaggio dei traffici fino al XVIII secolo, quando topo il terremoto venne chiusa, anche perché un secolo più tardi fu realizzato il viadotto moderno di Ponte Sant'Apollonia, oggi via XX Settembre. Ha un arco ogivale in pietra.

- Porta Romana - Porta Stazione: la prima porta si trova a sud-ovest, nei pressi della stazione ferroviaria, e adiacente Porta Poggio Santa Maria, o della Stazione. Le due porte sono all'estremità di via Filomusi Guelfi e sono molto simili tra loro, con arco in pietra a tutto sesto incorniciato da stucco.

## Strade e piazze
- Piazza San Marciano: vi si affacciano la chiesa di San Marciano, Palazzo Zuzi e Palazzo Perischetti
- Piazza Duomo: dalla parte di questo quarti, vi si accede mediante via Indipendenza, via dei Ramai, via Simeonibus e via Arcivescovado. Vi si trovano le strutture del Duomo di San Massimo, del palazzo arcivescovile, della chiesa delle Anime Sante e del Palazzo delle Poste.
- Via Arcivescovado e via Ramai: vi si affacciano la parte medievale di Palazzo de' Nardis e le Cancelle.. In via San M,arciano si trova la facciata settecentesca del palazzo, insieme all'oratorio di Sant'Antonio di Padova.
- Viale XX Settembre: stradone principale, circonvallazione del quarto sopra il locale del Borgo Rivera, che conduce alla rotatoria di via Vicentini, immettendosi nella strada statale 17bis. Vi si trovano varie costruzioni moderne, molte delle quali irrimediabilmente danneggiate dal terremoto del 2009 per non aver rispettato nell'edificazione i criteri antisismici. In maggioranza queste costruzioni ospitavano uffici amministrativi, la mensa universitaria e la Casa dello Studente, dove col terremoto per il crollo sono morti 8 ragazzi.
- Borgo Rivera: luogo sorto sopra il villaggio di Acculi, accessibile da Porta Rivera da viale Tancredi di Pentima. Vi si trovano la fontana delle 99 cannelle, la chiesa di San Vito di Tornimparte, una storica conceria del XVIII secolo, e la strada che porta alla torre-ospedale di Santo Spirito o alla chiesa di Santa Chiara. Dietro la chiesa di San Vito si trova l'ex mattatoio fascista, che dal 2015 ospita il MUNDA - Museo Nazionale d'Abruzzo, poiché il castello Cinquecentesco, sede del Museo dal 1955 è ancora inagibile.

### Fontana delle 99 cannelle e Monumento alle vittime del 6 aprile 2009

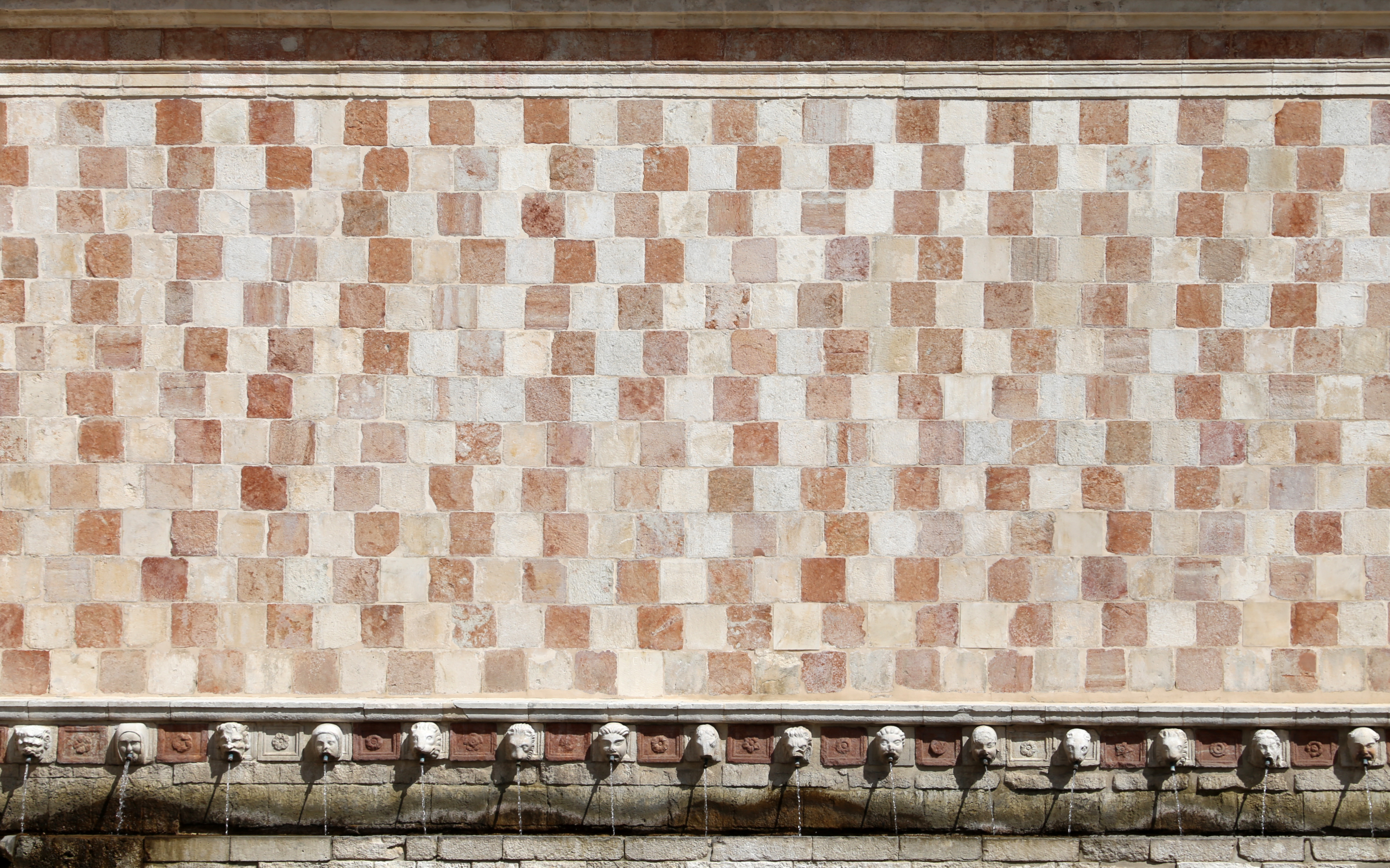
Il muro centrale della fontana della Rivera, con in basso delle cannelle

Tra i maggiori monumenti civili del Quarto c'è la fontana delle 99 cannelle o "Fonte della Rivera", che si trova nel piazzale del sobborgo presso la chiesa di San Vito. La fontana è stata realizzata nel 1272 dallo scultore Tancredi di Pentima per celebrare la fondazione della città nel 1254 da 99 castelli circostanti, anche se a causa dei restauri per via dei terremoti, la fontana attuale mostra alcuni mascheroni riferibili al XV secolo, e delle parti rifatte addirittura dopo il terremoto del 1703. La fontana ha un impianto a U irregolare, posta in una piazzetta trapezoidale, costituita da tre vasche doppie che raccolgono l'acqua proveniente dalle cannelle, che forse in origine erano 99, oggi 93. I prospetti hanno la muratura in pietra e gesso loca,e con la caratteristica bicromia rosso-bianca dei colori civili della città, prima del 1703, i prospetti che culminano con un coronamento ad architrave, fregio e cornice con gocciolatoio, hanno un paramento in pietra squadrata ai due colori alternati. I mascheroni hanno diversi motivi: antropomorfi, animali, simbolici come stemmi, e si alternano a motivi a rosoni. La fontana è stata restaurata dopo il sisma del 2009 e riaperta nel 2010, prima di ciò aveva subito dei restauro nel 1975 e nel 1934 con la costruzione di una cancellata.
Il Monumento alle Vittime del 6 aprile 2009 si trova nella cosiddetta "Piazza 6 Aprile", posta alla confluenza di via Nicolò Persichetti con via XX Settembre, presso l'area che sino al 2017 vedeva i ruderi della casa dello Studente, quasi abbattuta dal terremoto del 009. Il monumento è un piccolo sacrario con al centro una figura umana con braccio alzato in segno di riscatto, posta in una cornice con una grande aquila ad ali spiegate. Davanti alla statua umana, si trova un libro di preghiere, e accanto un pannellone con i nomi degli studenti morti nel crollo.

### Musei
- Museo Nazionale d'Abruzzo: dal 2015 ospitato nell'ex mattatoio fascista, in via Tancredi di Pentima.

## Trasporto
- Stazione dell'Aquila, in via XXV Aprile, terminata nel 1875.

## I castelli
Tra comuni autonomi e frazioni, i castelli fondatori sono:
- Borgo Rivera, Cavalli, Civitatomassa, Lucoli, Rocca di Corno (fraz. di Antrodoco, oggi in provincia di Rieti), Poggio di Roio, Tornimparte, Vetoio e Vigliano. Il nome del quartiere viene dalla distrutta chiesa di San Giovanni, fondata dagli abitanti di Lucoli, che avevano la parrocchia nell'abbazia di San Giovanni Battista. Tra le frazioni la maggiore è il comprensorio di Roio, che ha la sede amministrativa a Poggio di Roio, dove si trova il Monteluco, con la Facoltà d'Ingegneria dell'Università, e il Santuario della Madonna di Roio. Presso Roio Piano si trova l'antica chiesa dei Santi Marciano e Nicandro, che ispirò il nome per la capoquartiere di San Giovanni.